# Burj Khalifa
El Burj Khalifa (en árabe: برج خليفة‎, Burŷ Jalīfa pronunciado [bʊrd͡ʒ xaˈliːfa], ‘torre Jalifa’) (conocido como Burj Dubai antes de su inauguración) es un rascacielos de estilo neofuturista ubicado en Dubái, Emiratos Árabes Unidos. Con una altura total de 829,8 m (2.722 pies, o algo más de media milla) y una altura de tejado (excluyendo la antena, pero incluyendo una aguja de 242.6 m) de 828 m (2717 pies), ha sido la estructura y edificio más alto del mundo desde su coronación en 2009, superando al Taipei 101, poseedor de ese estatus desde 2004.
Su construcción comenzó en 2004, y el exterior se terminó cinco años más tarde, en 2009. La estructura principal es de hormigón armado y parte del acero estructural del edificio procede del Palacio de la República de Berlín Este, el antiguo parlamento de Alemania Oriental. El edificio se inauguró en 2010 como parte de una nueva urbanización llamada Downtown Dubai, y fue diseñado para ser la pieza central de un desarrollo de uso mixto a gran escala.
El edificio lleva el nombre del expresidente de los Emiratos Árabes Unidos (EAU), el jeque Khalifa bin Zayed Al Nahyan. El Gobierno de los Emiratos Árabes Unidos proporcionó ayuda financiera a Dubái cuando el promotor, Emaar Properties, tuvo problemas financieros durante la Gran Recesión. El entonces presidente de los Emiratos Árabes Unidos, Khalifa bin Zayed, organizó el apoyo financiero federal. Por su apoyo, Mohammad bin Rashid, gobernante de Dubái, cambió el nombre de «Burj Dubai» a «Burj Khalifa» durante la inauguración.
El diseño deriva de la arquitectura islámica de la región, como en la Gran Mezquita de Samarra. La geometría de planta tripartita en forma de Y está pensada para optimizar el espacio residencial y hotelero. Un núcleo central de contrafuerte y alas se utilizan para soportar la altura del edificio. El núcleo central alberga todos los transportes verticales excepto las escaleras de evacuación de cada una de las alas. La estructura también cuenta con un revestimiento que está diseñado para soportar las altas temperaturas del verano de Dubái. Contiene un total de 57 ascensores y 8 escaleras mecánicas.

## Desarrollo
La construcción comenzó el 12 de enero de 2004, y el exterior de la estructura se completó el 1 de octubre de 2009. El edificio se inauguró oficialmente el 4 de enero de 2010 y es parte del desarrollo de 2 km² (490 acres) del centro de Dubái en el 'First Interchange' a lo largo de Sheikh Zayed Road, cerca del principal distrito comercial de Dubái.
La arquitectura y la ingeniería de la torre corrieron a cargo de Skidmore, Owings & Merrill de Chicago, con Adrian Smith como arquitecto jefe, y Bill Baker como ingeniero jefe de estructuras. La empresa había diseñado la Sears Tower de Chicago, anterior plusmarquista mundial del edificio más alto del mundo.
Hyder Consulting fue el ingeniero supervisor y NORR Group Consultants supervisó la arquitectura. El contratista principal fue Samsung C&T de Corea del Sur, junto con el grupo belga BESIX y la empresa local Arabtec.
Numerosas quejas se referían a trabajadores inmigrantes del sur de Asia, la principal mano de obra de la construcción, a los que se pagaban salarios bajos y a los que a veces se confiscaba el pasaporte.

## Concepción
El Burj Khalifa se diseñó para ser la pieza central de un complejo de uso mixto a gran escala que incluiría 30.000 viviendas, nueve hoteles (incluido The Address Downtown Dubai), 3 hectáreas (7,4 acre) de zonas verdes, al menos 19 rascacielos residenciales, el Dubai Mall y el 12 hectáreas (29,7 acre) lago artificial Burj Khalifa. La decisión de construir el Burj Khalifa se basó, al parecer, en la decisión del Gobierno de diversificar su economía, pasando de una basada en el petróleo a otra basada en los servicios y el turismo. Según los funcionarios, era necesario construir proyectos como el Burj Khalifa para obtener más reconocimiento internacional y, por tanto, inversiones. «Él (el jeque Mohammed bin Rashid Al Maktoum) quería poner a Dubai en el mapa con algo realmente sensacional», declaró Jacqui Josephson, ejecutiva de turismo y delegaciones VIP de Nakheel Properties.
La torre fue conocida como Burj Dubai («Torre Dubai») hasta su inauguración oficial en enero de 2010. Se le cambió el nombre en honor del gobernante de Abu Dhabi, Khalifa bin Zayed Al Nahyan; Abu Dhabi y el gobierno federal de EAU prestaron a Dubái decenas de miles de millones de dólares estadounidenses para que Dubái pudiera pagar sus deudas - Dubái pidió prestados al menos 80.000 millones de dólares para proyectos de construcción.
En la década de 2000, Dubái comenzó a diversificar su economía, pero sufrió la crisis financiera de 2007-2008 y la Gran Recesión, dejando abandonados proyectos a gran escala que ya estaban en construcción.

## Diseño

### Inspiración

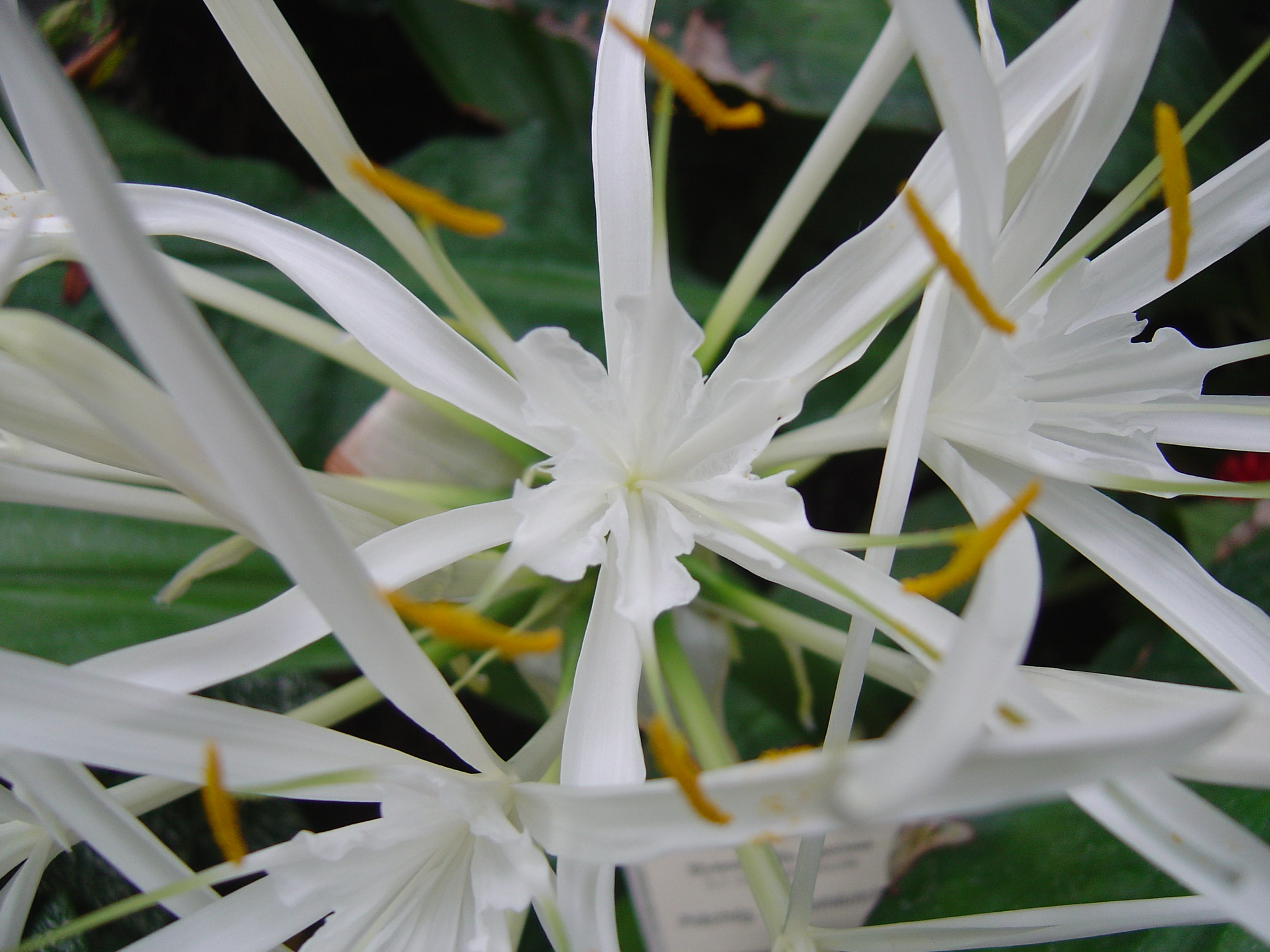
La Hymenocallis, fuente de inspiración de la base del Burj Khalifa.

Dubái convocó un concurso de diseño invitando a prestigiosos arquitectos para la concepción de este rascacielos. El diseño ganador del Burj Khalifa fue desarrollado por la empresa Skidmore, Owings and Merrill, diseñadores de la Torre Willis (antes Torre Sears) y otros edificios, con el ya mencionado Adrian Smith al frente. El diseño de esta torre cuenta con tres fuentes de inspiración principales:
- El proyecto de un rascacielos de una milla (1 609 m) de altura, The Illinois, diseñado por Frank Lloyd Wright, que quedó inacabado. El Burj Khalifa mide poco más de media milla.[24]
- La forma de la base del Burj Khalifa está basada en la forma geométrica de una flor, la Hymenocallis blanca de seis pétalos cultivada en la región de Dubái y en India.[25]
- Tomando como inspiración la Hymenocallis, la base del Burj Khalifa consiste en una Y, compuesta de arcos basados en los domos de la arquitectura islámica.[26]

### Arquitectura
La base del edificio cuenta con un núcleo y tres secciones laterales que sobresalen de este. Estas alas o secciones laterales ascienden cada una a distinta altura y hacen que la estructura del edificio vaya siendo más estrecha. La altura a la que asciende cada sección de las alas forma una escalera en caracol con dirección a la izquierda, que rodea el edificio y sirve para contrarrestar los fuertes vientos y las numerosas tormentas de arena de Dubái. La efectividad de este diseño fue corroborada ante más de 40 pruebas en un túnel de viento, que sustentaron su adecuado funcionamiento.
A partir del último nivel mecánico del Burj Khalifa, localizado a más de 500 m de altura, terminan las alas y solo queda el núcleo del edificio, que se subdivide hasta que termina en una antena.

### Ingeniería
La estructura del edificio está compuesta por hormigón armado hasta la planta 156 (586 m de altura). Desde el piso 156, las plantas están hechas de acero, lo que las hace más ligeras.

### Interiores
Para el interiorismo se contrató a la célebre diseñadora Nada Andric al frente de Skidmore, Owings and Merrill, quien combinó el uso de vidrio, acero inoxidable, piedras pulidas, paredes de estuco, texturas artesanales y pisos de roca, inspirándose en la cultura local de Dubái. Asimismo, más de 1000 obras de arte seleccionadas minuciosamente adornan el edificio y sus alrededores.

## Distribución del uso de las plantas
| Plantas | Uso                              |  |
| 160–163 | Plantas mecánicas                |  |
| 155–159 | Telecomunicaciones               |  |
| 154     | Mirador                          |  |
| 149–153 | Suites corporativas              |  |
| 148     | Mirador The New Deck             |  |
| 139–147 | Suites corporativas              |  |
| 136–138 | Plantas mecánicas                |  |
| 125–135 | Suites corporativas              |  |
| 124     | Mirador At the Top               |  |
| 123     | Sky lobby                        |  |
| 122     | Restaurante At.mosphere          |  |
| 111–121 | Suites corporativas              |  |
| 109–110 | Plantas mecánicas                |  |
| 77–108  | Residencias de lujo              |  |
| 76      | Sky lobby                        |  |
| 73–75   | Plantas mecánicas                |  |
| 44–72   | Residencias de lujo              |  |
| 43      | Sky lobby                        |  |
| 40–42   | Plantas mecánicas                |  |
| 38–39   | Suites del Hotel Armani          |  |
| 19–37   | Residencias Armani               |  |
| 17–18   | Plantas mecánicas                |  |
| 9–16    | Residencias Armani               |  |
| 1–8     | Hotel Armani                     |  |
| Base    | Hotel Armani                     |  |
| B0      | Hotel Armani                     |  |
| B1–B2   | Aparcamiento y plantas mecánicas |  |

## Elementos estructurales

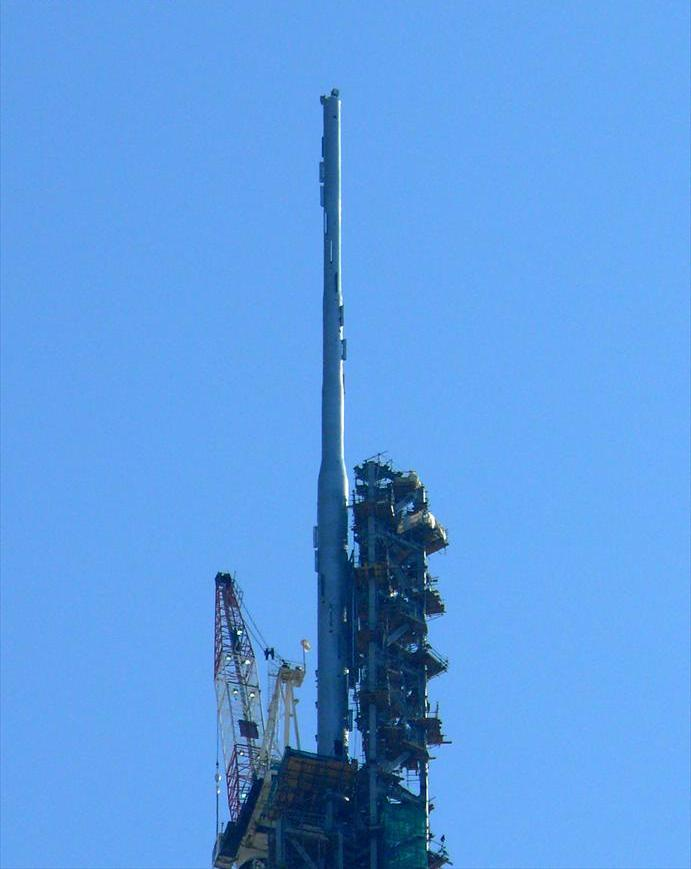
Estructura de acero y antena.

### Cimentación
La cimentación de este edificio es la más grande jamás construida. Se compone por un innovador concepto basado en estudios geotécnicos y sísmicos: el edificio es soportado en primera instancia por una placa inmensa de hormigón armado de casi 4 metros de grosor, sumando 12 500 m³. Esta placa a su vez es soportada por un sistema compuesto por 192 pilotes de 1,5 m de diámetro en su base por 43 m de profundidad.

### Podio

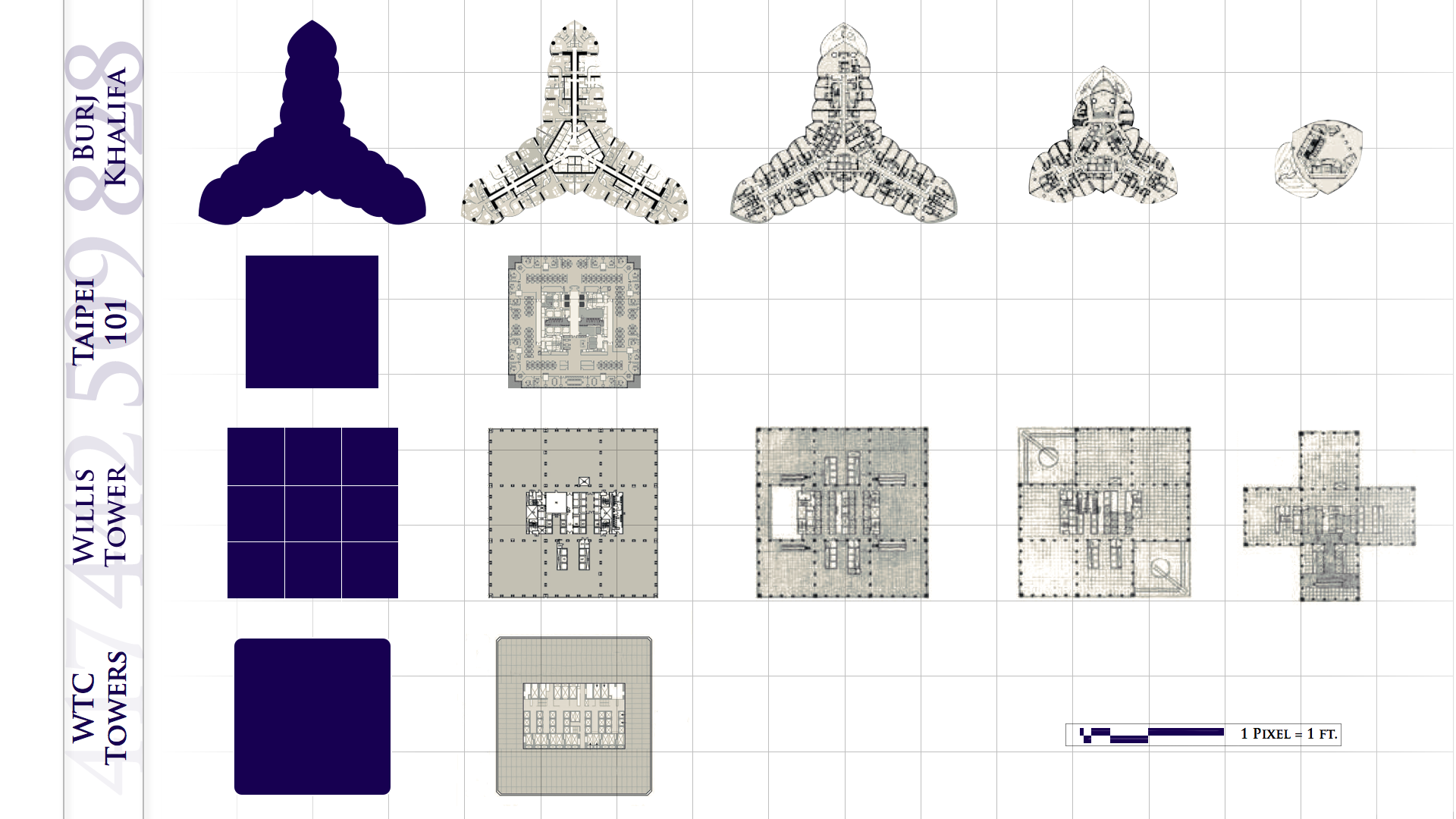
Secciones de algunos rascacielos a diferentes alturas.

El podio permite el anclaje del edificio en la cimentación y tiene un pabellón de cristal a cada lado, lo que permite la entrada a las suites corporativas, al hotel Armani o a las residencias.

### Fachada exterior
La fachada del edificio está completamente tapizada por más de 26 000 paneles de vidrio de muy alta prestación en el formato de doble vidrio hermético (vidrio con cámara de aire entre 12 mm a 18 mm), compuesto por un cristal exterior de alto control solar SunGuard Solar Silver 20 on clear (mayormente en 10mm termoendurecido) que rechaza gran parte del calor solar radiante, y un cristal interior bajo emisivo (Low-e) denominado ClimaGuard NL, de forma tal que el doble vidrio hermético posee una eficiencia energética de altísimo rendimiento, lo que reduce de manera significativa el consumo de energía y los costos de climatización para todo el interior del edificio. Ambos son cristales con coating (vidrio plano compuesto por una micronésima capa metálica que es selectiva de acuerdo a la longitud de onda del calor) producidos y suministrados por el fabricante mundial de vidrio plano Guardian Industries Flat Glass. Estas unidades de vidrio doble poseen una capacidad para resistir ráfagas de viento de hasta 250 km/h con un tamaño máximo de 1 800 mm de base por 3 200 mm de altura y cubren una superficie vidriada aproximada de 170 000 m².[cita requerida]

### Pináculo
Para completar el diseño del edificio (que se va haciendo más delgado conforme aumenta la altura) se colocó un pináculo, compuesto por más de 450 toneladas de acero. Este se ensambló dentro del edificio y fue elevado 90 metros hasta su posición final por parte del contratista especializado VSL, mediante el uso de equipos de elevación.[cita requerida]

### Pisos mecánicos
El Burj khalifa cuenta con siete niveles mecánicos localizados cada 30 pisos, donde se sitúa la maquinaria que rige los sistemas del edificio, tales como estaciones eléctricas, tanques y bombas de agua, etc. Cinco de estos pisos pueden distinguirse en la fachada del edificio, ya que son más grandes que las otras plantas y presentan un color de vidrio más oscuro. El sexto piso mecánico se encuentra en las primeras plantas del edificio y el séptimo en las últimas.[cita requerida]

### Seguridad
Un aspecto primario en la construcción del edificio fue la seguridad ante cualquier imprevisto. El Burj Khalifa cuenta con elevadores de seguridad en caso de incendio con capacidad de 5 toneladas. En caso de incendio también existen habitaciones de seguridad, localizadas cada 25 pisos y dotadas de aire presurizado. 

## Datos

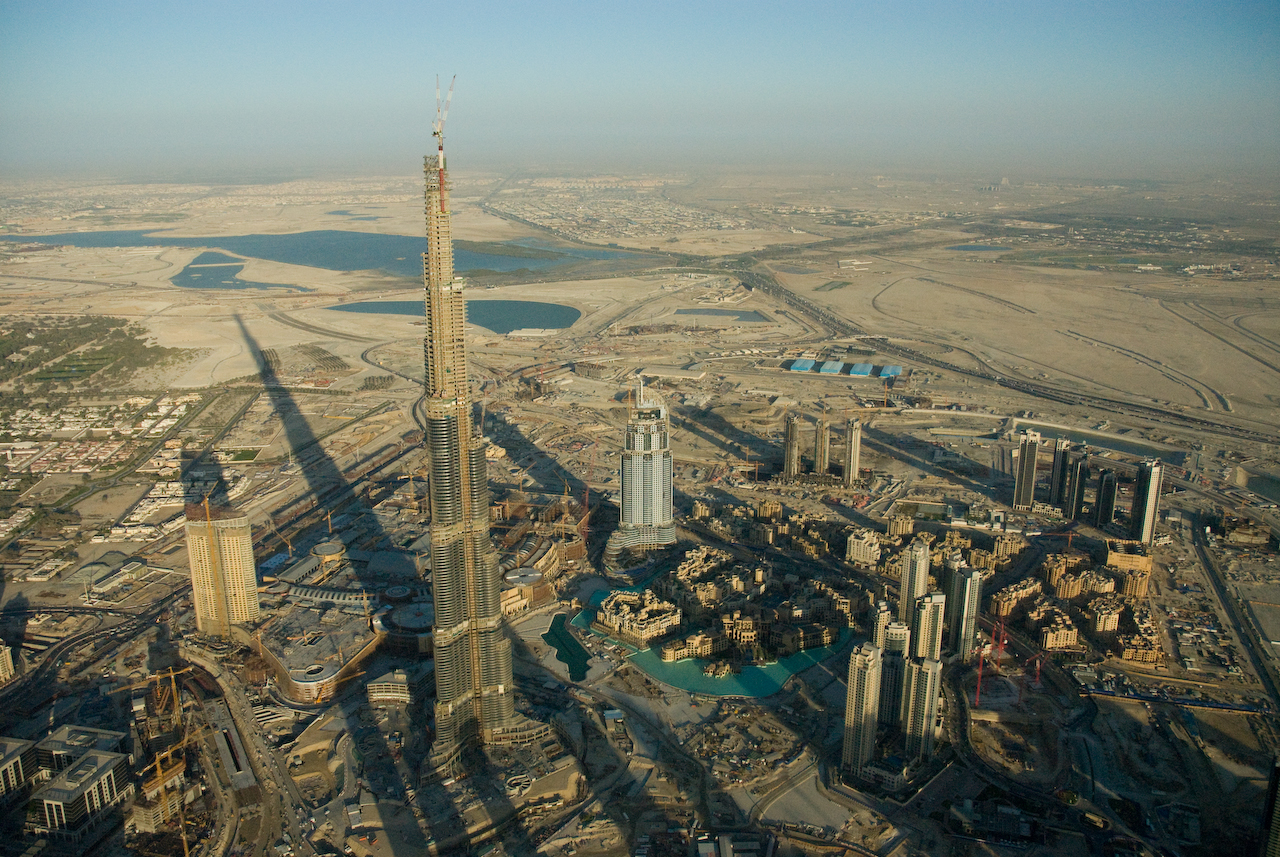
Centro de Dubái en marzo de 2008.

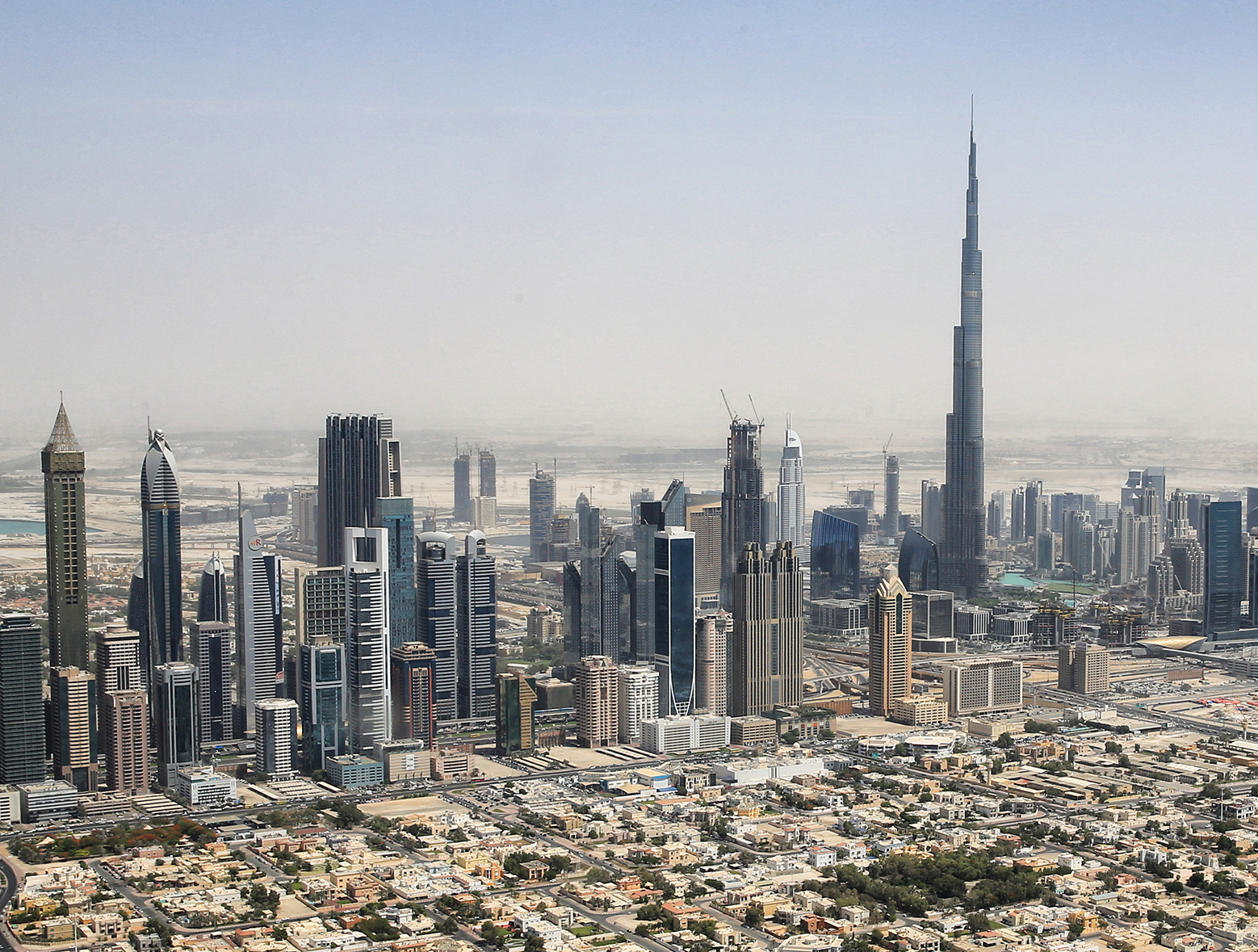
Silueta de Dubái dominada por el Burj Khalifa, 2015.

Este rascacielos se localiza en la parte central de las costas de Dubái, junto a la avenida Sheik Zayed Road (la avenida principal de Dubái).[cita requerida]
La fecha original de apertura del edificio iba a ser el 31 de diciembre del 2008, aunque debido a un retraso en la construcción, su finalización e inauguración se vio retrasada hasta el 4 de enero de 2010.[cita requerida]
Los pisos habitables son 160, de los cuales 49 están destinados a oficinas y 61 a apartamentos. El edificio cuenta con 57 ascensores que viajan a una velocidad de 10 m/s. En el piso 124, un balcón abierto al público titulado "At The Top" ofrece una visión de 360 grados de la ciudad.[cita requerida]
La construcción de este rascacielos no está motivada por falta de espacio (como sucede en la ciudad de Nueva York). La ciudad de Dubái goza de amplias extensiones y gran parte de su territorio es desierto. Esta ciudad se encuentra inmersa en un megaproyecto que busca situarla como un punto de atracción y lujo a escala mundial, por lo que el Burj Khalifa es solo uno en cientos de proyectos. Tan solo en Downtown Burj Dubai se encuentra ya la fuente más larga del mundo, el Burj Khalifa Lake Hotel & Serviced Apartments, el Dubai Mall (el centro comercial más grande del mundo), el Burj Khalifa Mall Hotel y también 19 torres residenciales.[cita requerida]
Dentro del Burj Khalifa se encuentra el primer hotel de la marca Armani (en las primeras 39 plantas), 700 apartamentos privados de lujo (plantas de la 45 a la 108), un mirador (planta 123), un observatorio (planta 124) y oficinas (resto de las plantas hasta la planta 156).[cita requerida]
No obstante, el eventual reinado del Burj Khalifa como estructura más alta será efímero, ya que está actualmente en construcción la Jeddah Tower, promovida por el príncipe saudí Al Waleed Bin Talal en la ciudad portuaria de Yeda en Arabia Saudita, diseñada por la firma de arquitectos estadounidense Adrian Smith + Gordon Gill, que superará los 1 000 metros de altura (1 007 metros exactamente). Actualmente está en construcción, y se preveía que su construcción finalizase en 2021.
Además, hay otros proyectos que podrían ser aprobados, como el Sky City One o J220, en Changsha (China), de 838 metros, o la Torre Azerbaiyán, un rascacielos de 1050 metros de altura que se está planeando construir en Bakú, Azerbaiyán.
La Nakheel Harbour Tower, un rascacielos de que también se ubicaría en la ciudad de Dubái, aunque su construcción -que debía haberse iniciado en 2009- fue cancelada.

## Importancia del edificio
La altura del Burj Khalifa es considerablemente mayor que la de cualquier otro edificio. El Taipei 101 cuenta con 508 m de altura, y el Burj Khalifa es más de un 50% más alto que aquel. Su altura es similar al edificio Taipei 101 más la altura de la Torre Eiffel.[cita requerida]
Además, el Burj Khalifa no sólo es el edificio más alto del mundo. Es también más alto que la Tokyo Skytree, la estructura más alta sostenida sin cables (634 m) e incluso es más alto que la Torre de radio de Varsovia, destruida en 1991, que ostentaba el récord de la estructura más alta construida, con 646 m, o que la Torre de telecomunicaciones KVLY-TV, la cual después del derrumbe de la torre de Varsovia se convirtió en la estructura más alta construida con 628.8 m. Por lo tanto es de destacar que la estructura más alta construida por el ser humano no sea una antena o una torre, sino un edificio, lo que no ocurría desde la construcción del Empire State.[cita requerida]

## Marcas

Diagrama del Burj Khalifa y las estructuras más altas del mundo.

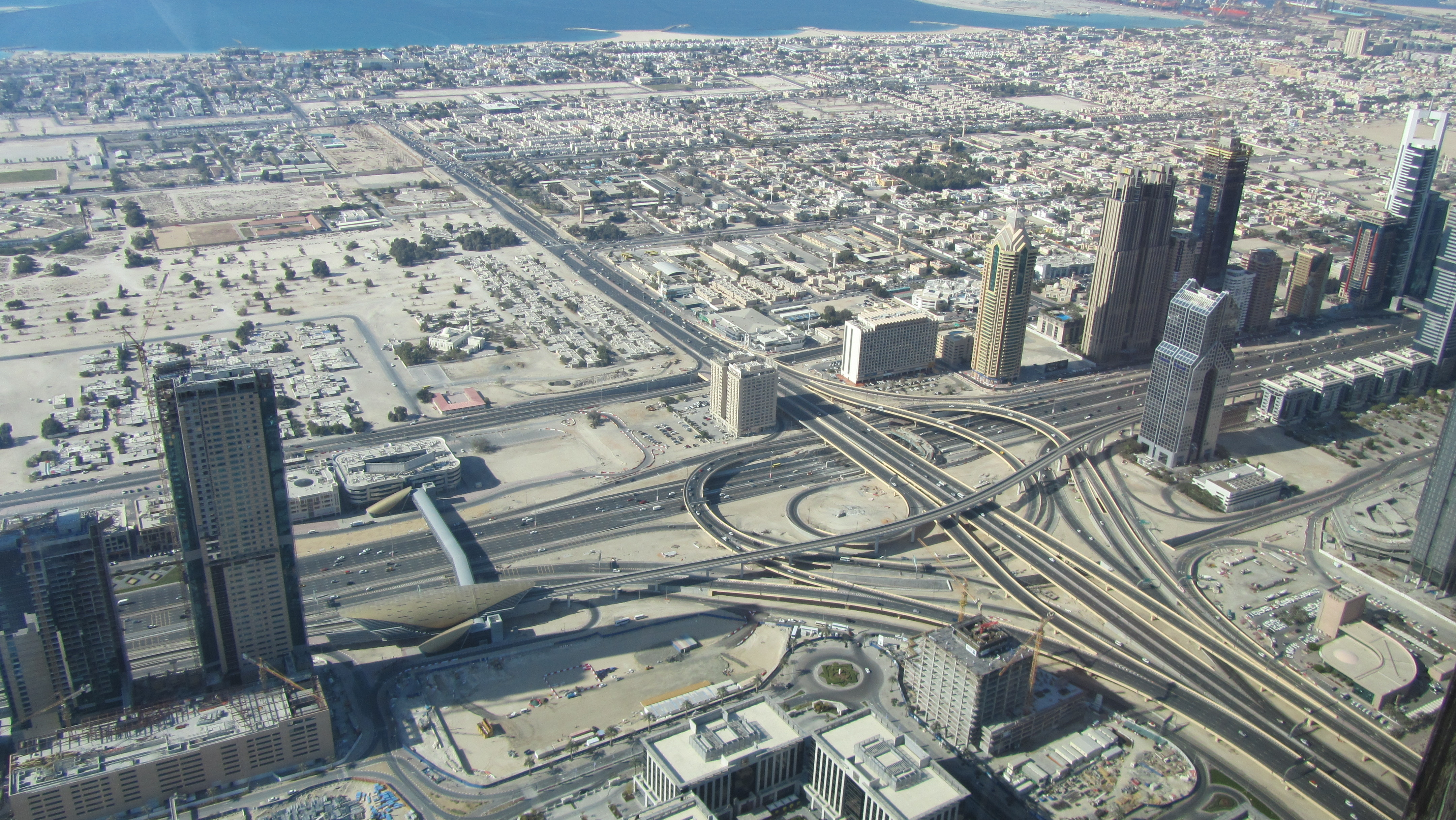
Vista desde el mirador

El Burj Khalifa se ha convertido en el rascacielos más grande realizado por el ser humano. Las marcas mundiales que ha roto son las siguientes:
- Edificio más alto del mundo, superando al Taipei 101.
- Edificio con más número de plantas, superando al International Commerce Centre.
- Edificio más alto hasta el último piso ocupado, superando al Taipei 101.
- Edificio con el mirador-terraza más alto, superando al Empire State.
- Edificio con el elevador que viaja la mayor distancia en el mundo.
- Elevador de servicio más alto del mundo.

- Además, el Burj Khalifa no es solo el rascacielos más alto sino también es la estructura más alta sostenida sin cables (superando a la Tokyo Skytree) y la estructura más alta del mundo actual (también el Tokyo Skytree) y construida por el ser humano (superando a la Torre de radio de Varsovia).

Otros récords que tiene el Burj Khalifa son:
- Edificio más alto hasta la azotea, superando al Taipei 101.
- Edificio más alto hasta el tope estructural, superando al Taipei 101.
- Edificio más alto con antenas, superando a la Torre Willis.
- Edificio más alto sin fachada (en tiempo de construcción), superando al Hotel Ryugyong.
- La piscina situada a mayor altura (planta 76).
- La sombra proyectada por un edificio más larga del mundo, con una longitud de 2 467 m, superando a la torre Jin Mao en Shanghái, con una longitud de 1 117 m.

## Proceso constructivo

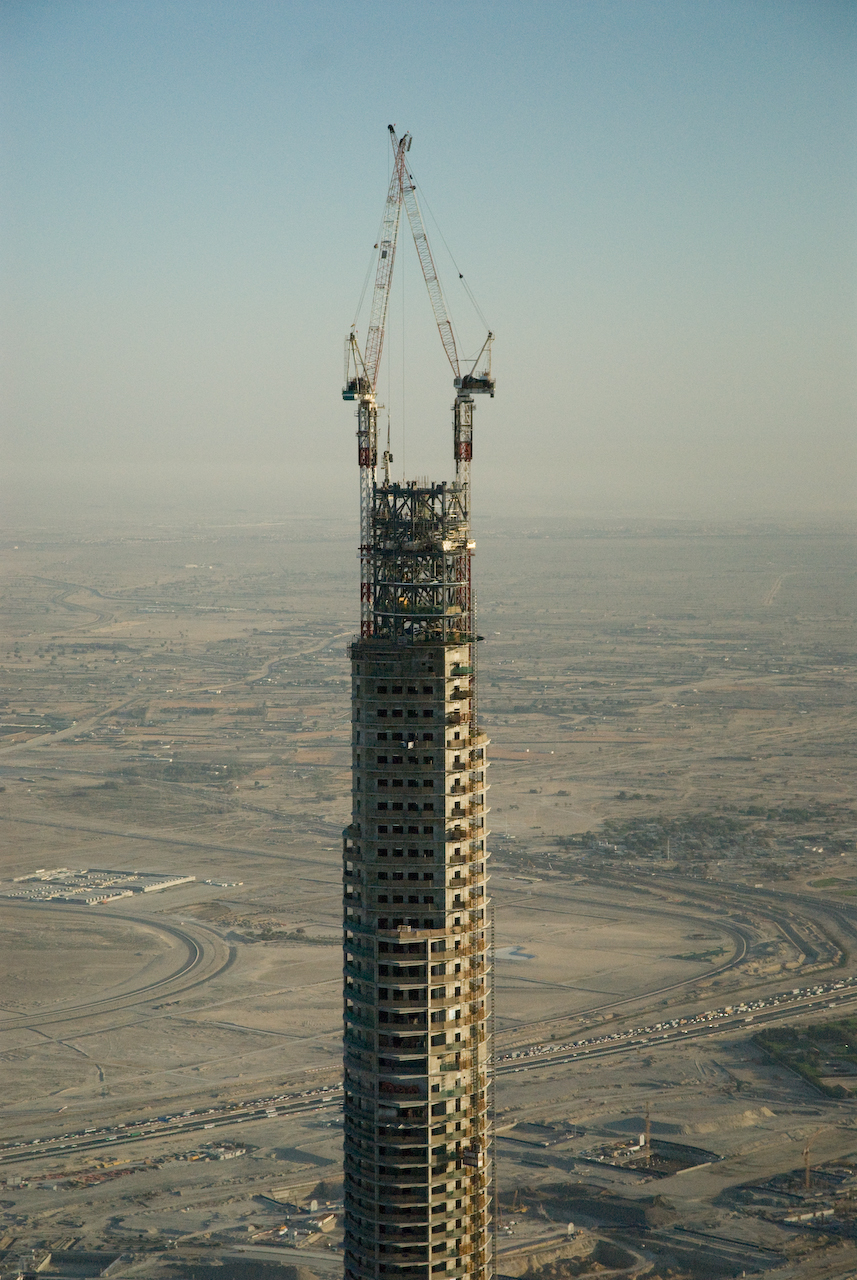
Detalle de la zona superior del edificio en 2008.

El Burj Khalifa mide 828 m desde el nivel de suelo hasta la punta de la antena. Tiene 186 pisos (contando plantas no habitables), que en su punto más alto se encuentran a 768 m, y a partir de ahí, la antena sube hasta la cota de 818 metros; aunque en datos generales, solamente se mencionan las plantas habitables: 163 pisos que llegan a los 624 m. La fachada de vidrio fue concluida el 1 de octubre de 2009.[cita requerida]
Este es un recuento de los momentos más importantes del progreso de construcción del edificio:
- En enero de 2004 se inició la excavación.
- En febrero de 2004 se inició la cimentación.
- En marzo de 2005 se inició con la construcción del edificio.
- En junio de 2006 el Burj Khalifa alcanzó el piso 50.
- En enero de 2007 el Burj Khalifa alcanzó el piso 100.
- En marzo de 2007 el Burj Khalifa alcanzó el piso 110.
- En abril de 2007 el Burj Khalifa alcanzó el piso 120.
- En mayo de 2007 el Burj Khalifa alcanzó el piso 130.
- En julio de 2007 el Burj Khalifa alcanzó el piso 141 y así superó la altura del edificio Taipei 101 (508 m), convirtiéndose en el edificio más alto del mundo.
- En septiembre de 2007 el Burj Khalifa alcanzó el piso 150, superando la altura total de la Torre CN en Toronto, Canadá, que mide 553 m y era la estructura más alta sostenida sin cables, récord que mantuvo vigente durante 31 años, desde su finalización en 1976.
- También superó la marca de la estructura de hormigón armado más alta del mundo, que era de 447 m, marca que pertenecía antes precisamente a la Torre CN.
- El 26 de marzo de 2008 el Burj Khalifa alcanzó el piso 160, convirtiéndose en la estructura más alta que existe, superando a la torre de radio y televisión KVLY-TV, que medía 628,8 m.
- Desde el 19 de mayo de 2008, el Burj Khalifa superó a la estructura más alta construida por el ser humano, la Torre de radio de Varsovia, una antena de radio de 646 m, destruida en 1991.
- El 17 de enero de 2009 el Burj Khalifa llegó a su tope estructural, tocando los 828 m de altura.
- En septiembre de 2009 se completa la fachada de vidrio del edificio; el 1 de octubre de 2009 Emaar anuncia esta noticia.
- El 4 de enero de 2010 el rascacielos es inaugurado con un espectáculo de fuegos artificiales.

## Datos del edificio
- Los 828 m de este edificio, contados desde su base, lo hacen más alto que la montaña o punto más alto de 61 países, incluyendo a Uruguay, Bélgica y Senegal.[37]
- Tan solo en su cimentación, el Burj Khalifa tiene 45 000 m³ de hormigón que pesan más de 110 000 toneladas.
- En total, el Burj Khalifa tiene 330 000 m³ de hormigón y 39 000 toneladas de barras de acero, que colocadas una tras otra podría darle un cuarto de vuelta a la Tierra.
- La cantidad de aluminio usada en el edificio es similar al usado en 5 aviones Airbus A380.
- La cantidad de paneles de vidrio que tiene el Burj Khalifa lograrían tapizar hasta unos 17 estadios de fútbol.
- Al inicio de la colocación de los paneles de vidrio, la velocidad promedio era de 20-30 paneles por día. Esta cifra ascendió hasta 175 paneles por día.
- Puede emplear hasta 360 MW de potencia eléctrica.
- El Burj Khalifa necesita unos 946 000 litros de agua diarios para su sistema de abastecimiento.
- Los elevadores panorámicos se trasladan a 10 m/s; es decir, a 36 km/h.[cita requerida]
- Los elevadores interiores se trasladan a 18 m/s; es decir, casi 65 km/h.[cita requerida]
- La luz de la antena del Burj Khalifa puede ser vista a 95 km a la redonda.
- Es la primera estructura que hace el ser humano que rompe la barrera de los 700 y de los 800 metros. Ninguna estructura (incluyendo antenas sostenidas por cables) había logrado esto.
- Tiene un peso aproximado de 500 mil toneladas.[38]
- Los cristales de la fachada de vidrio rechazan aproximadamente el 80% de la radiación solar.

## Sucesión
| Predecesor: Almas Tower | Edificio más alto de Dubái 2009 - actualidad                     | Sucesor: Ninguno |
| Predecesor: Almas Tower | Edificio más alto de los Emiratos Árbes Unidos 2009 - actualidad | Sucesor: Ninguno |
| Predecesor: Taipei 101  | Edificio más alto del mundo 2009 - actualidad                    | Sucesor: Ninguno |

## Galería

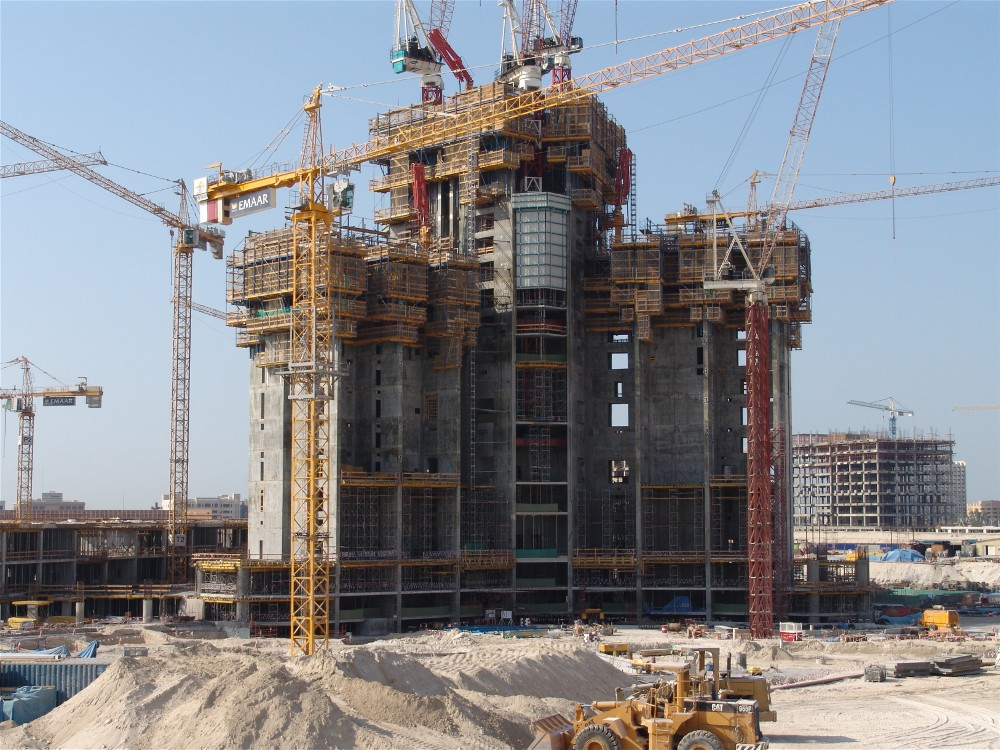
4 de Noviembre de 2005
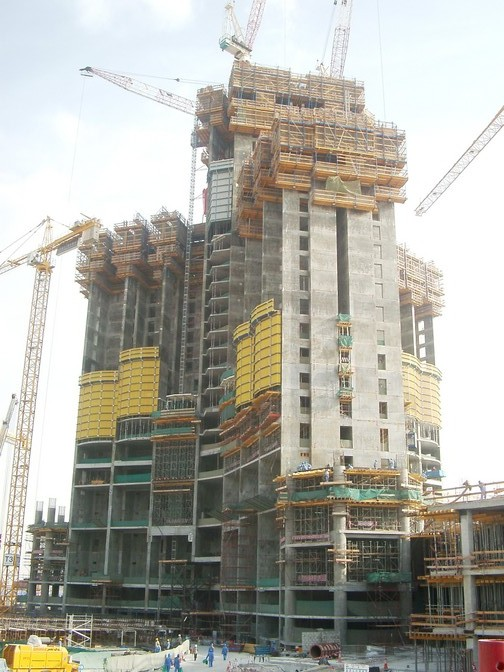
1 de Febrero de 2006
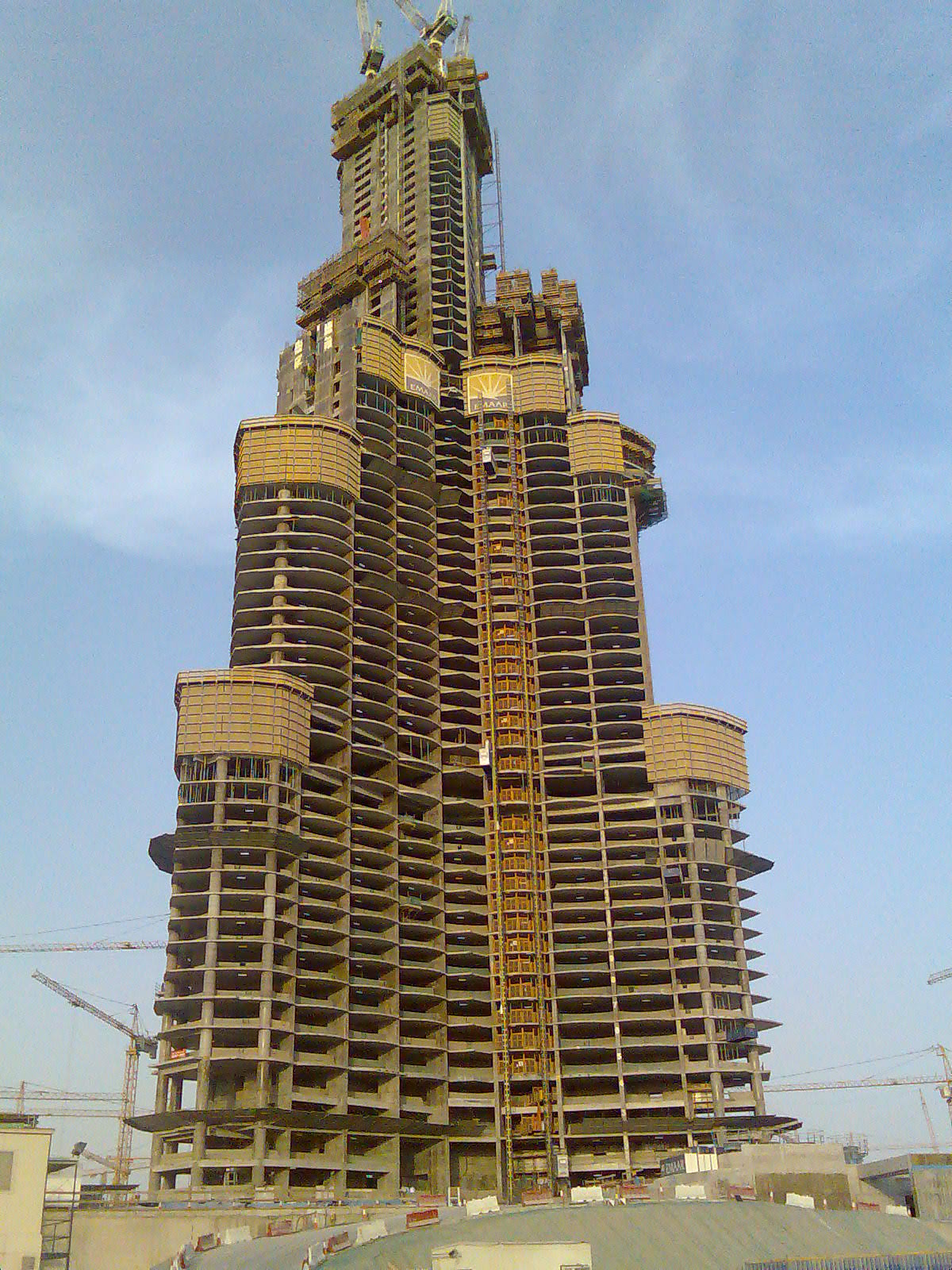
29 de Agosto de 2006
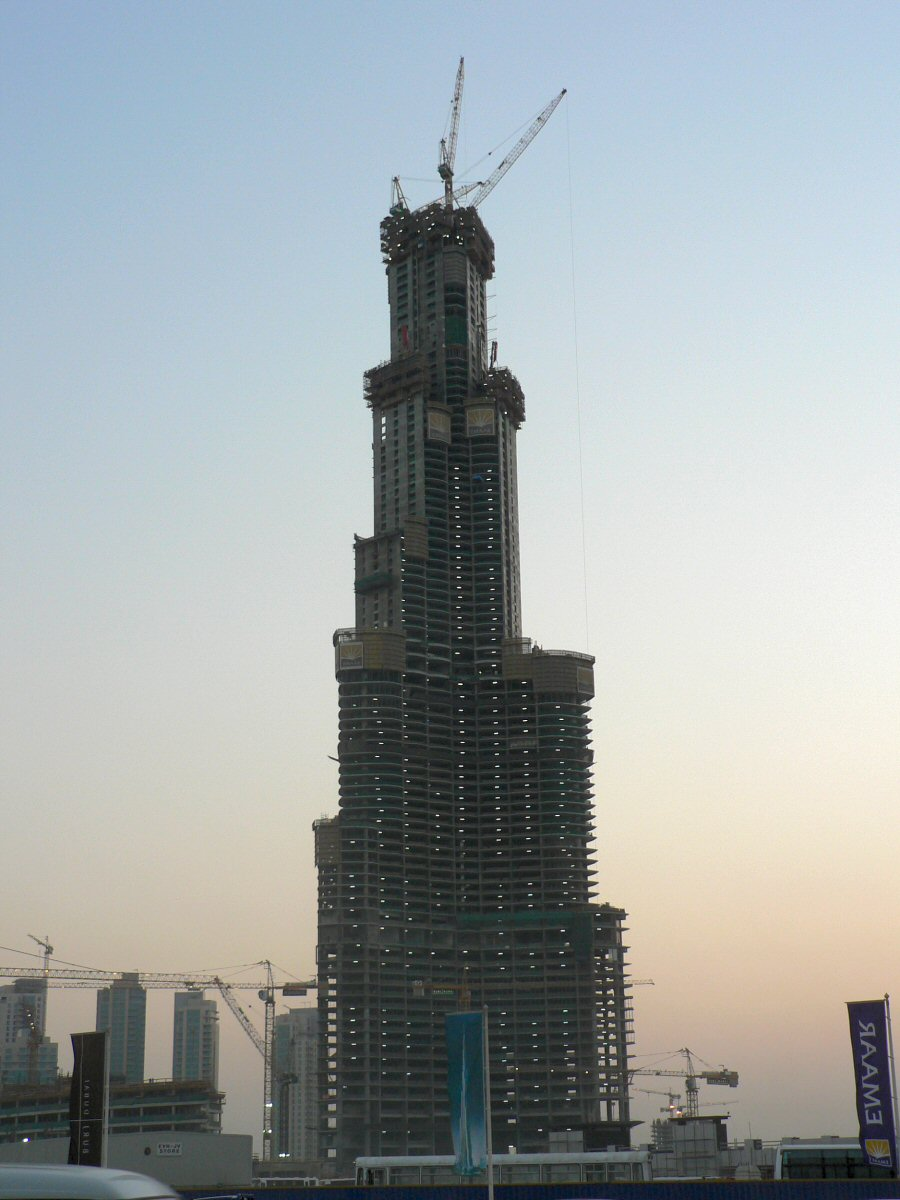
19 de Noviembre de 2006
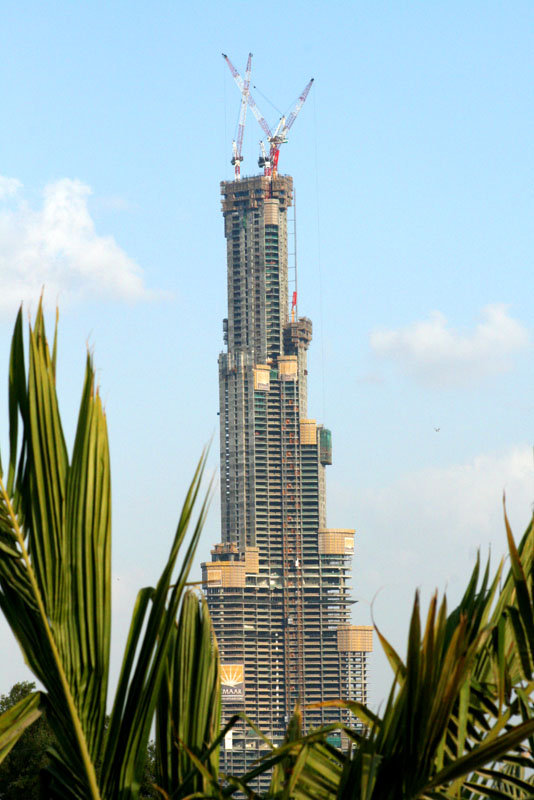
2 de Enero de 2007
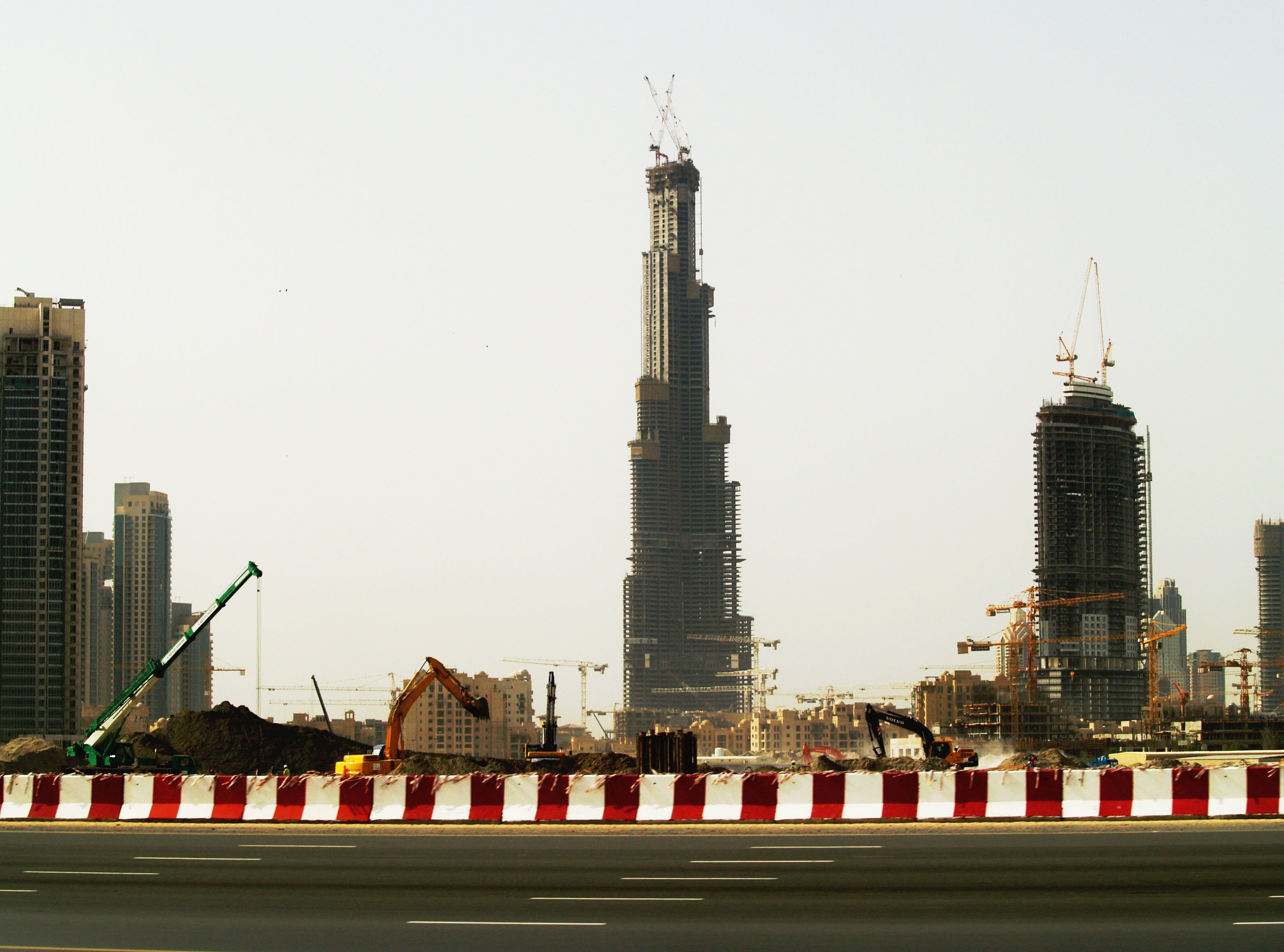
20 de Marzo de 2007
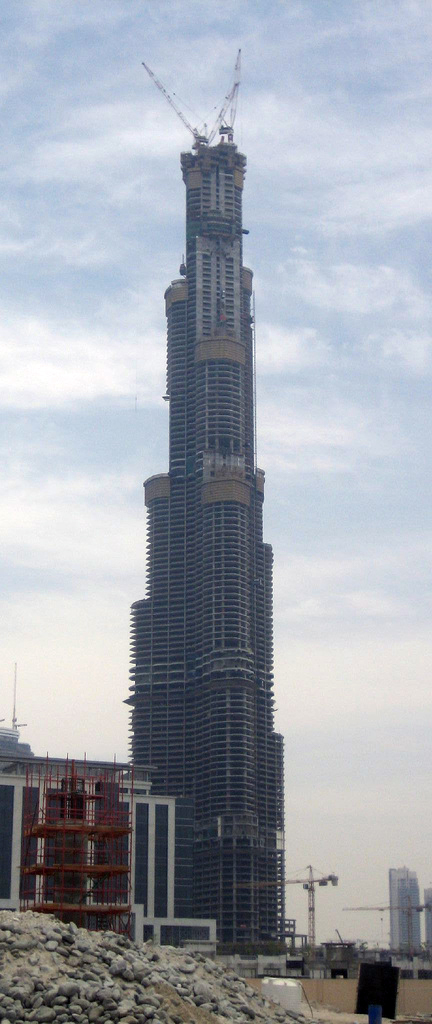
9 de Mayo de 2007
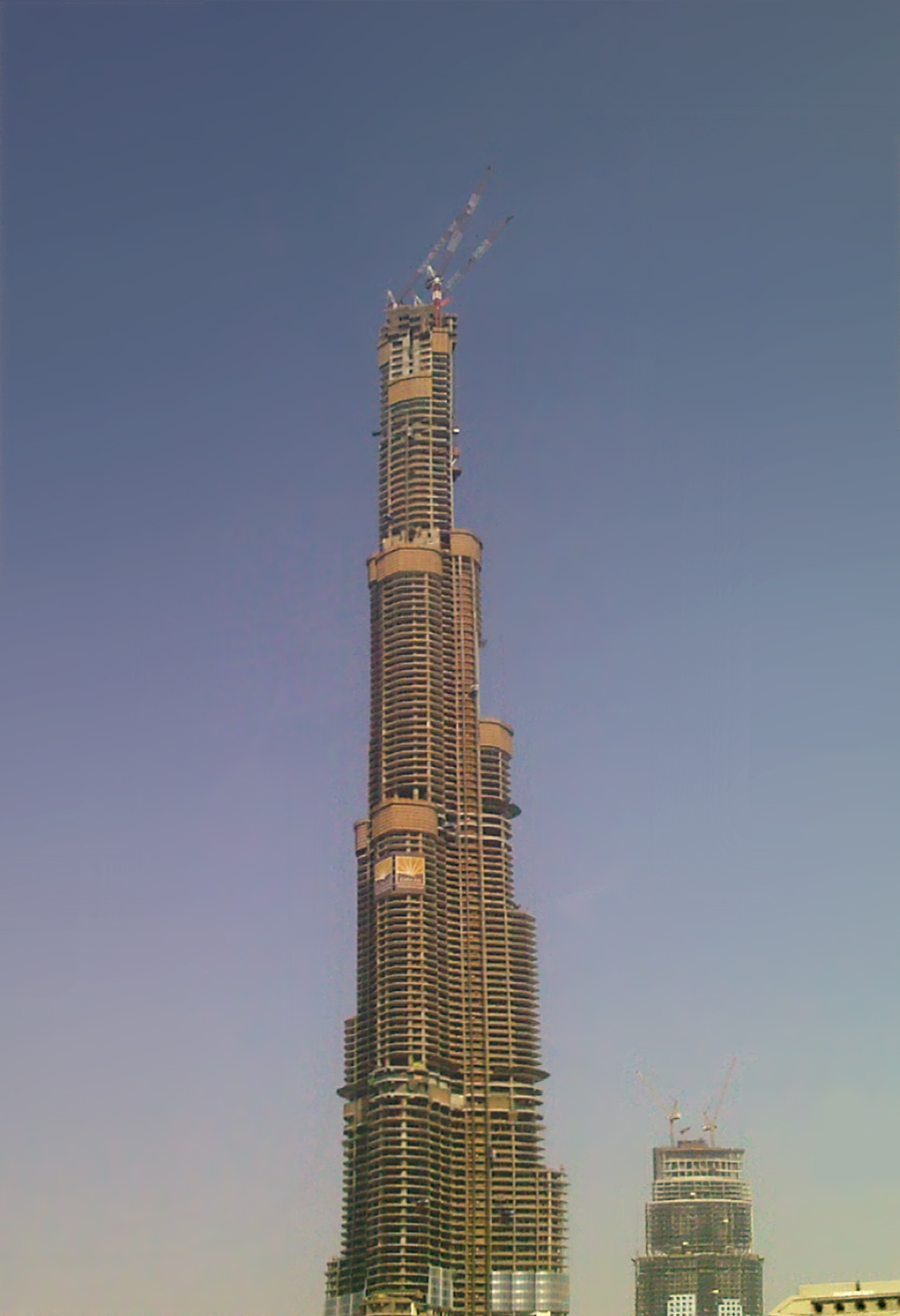
15 de Julio de 2007
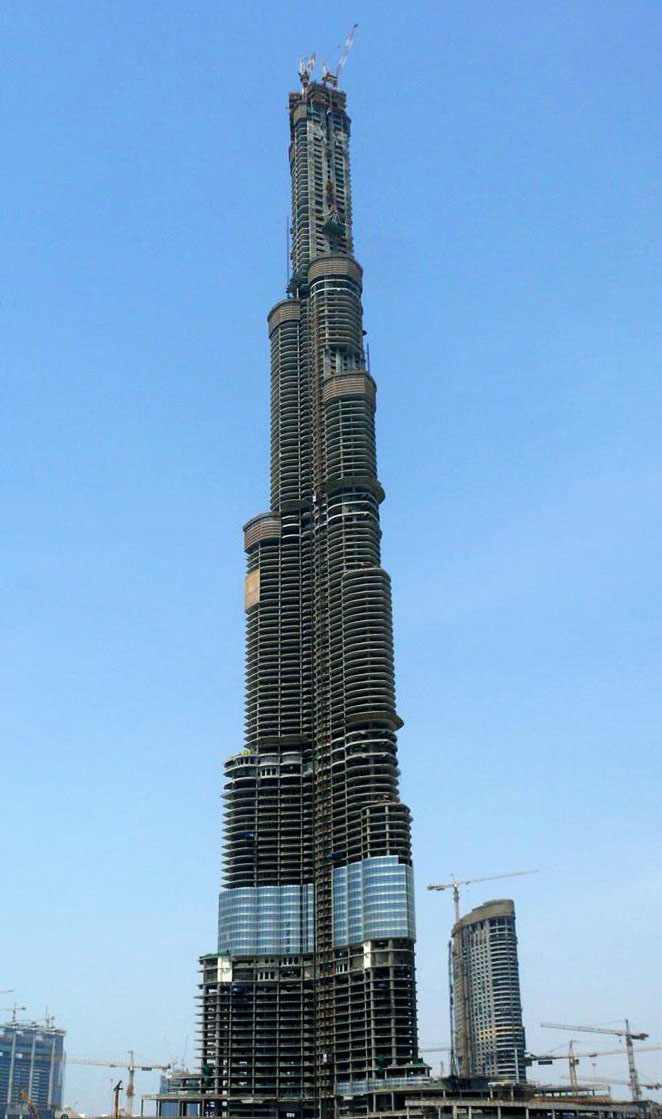
9 de Agosto de 2007
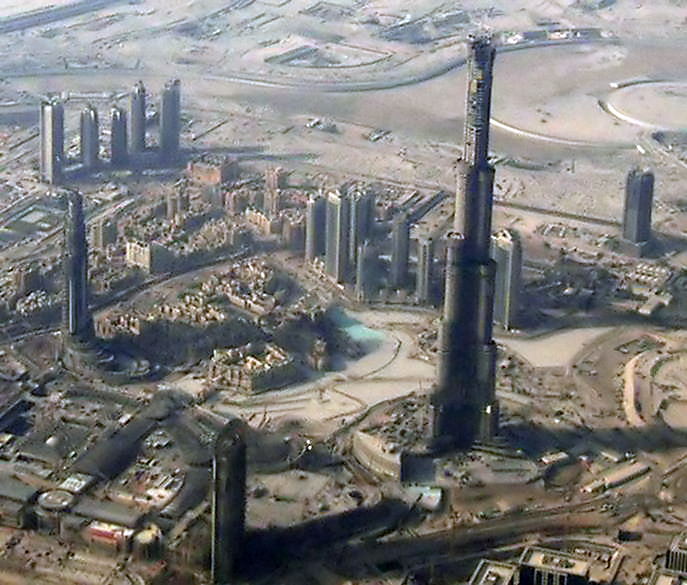
22 de Agsosto de 2007
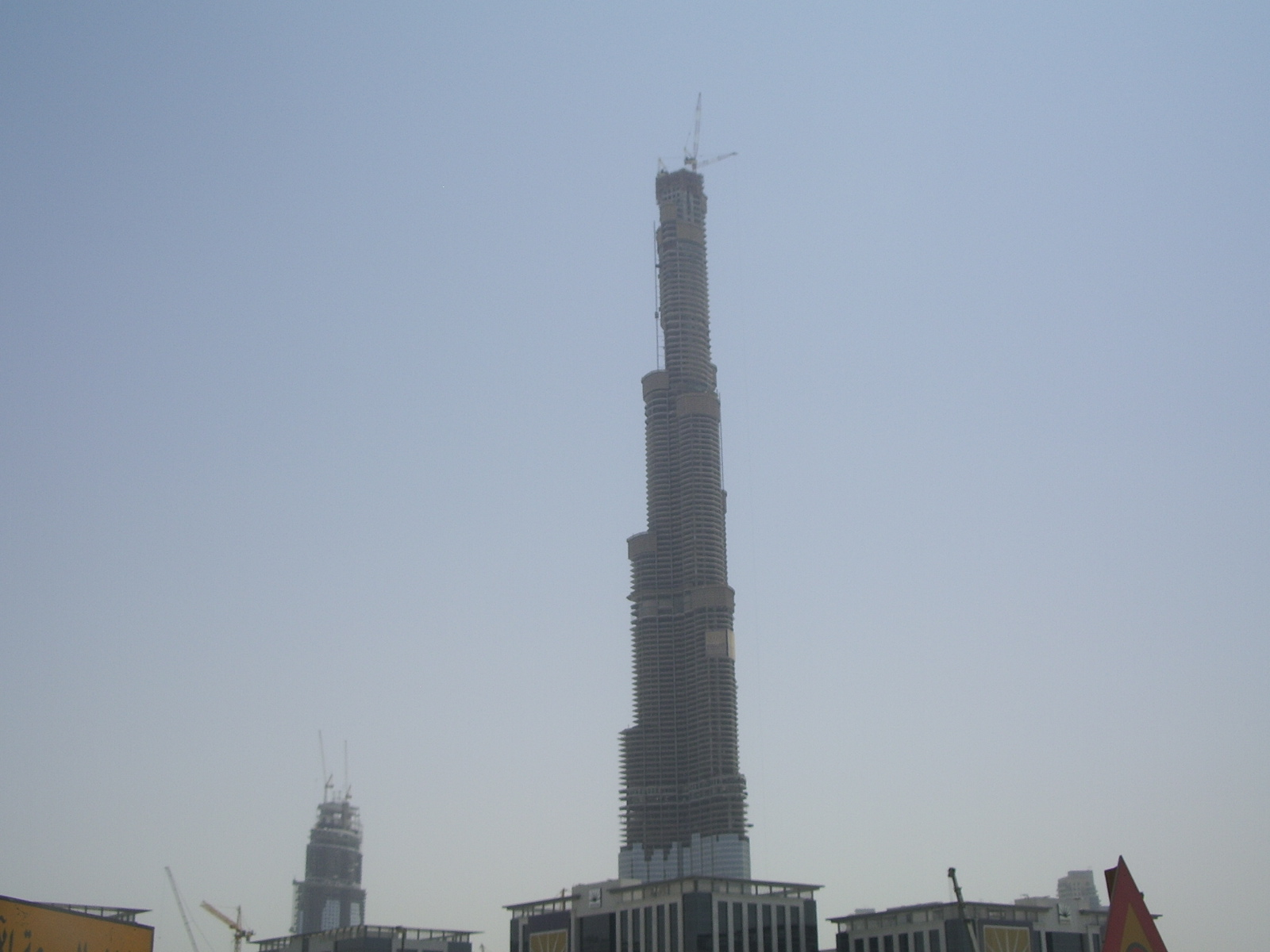
4 de Septiembre de 2007
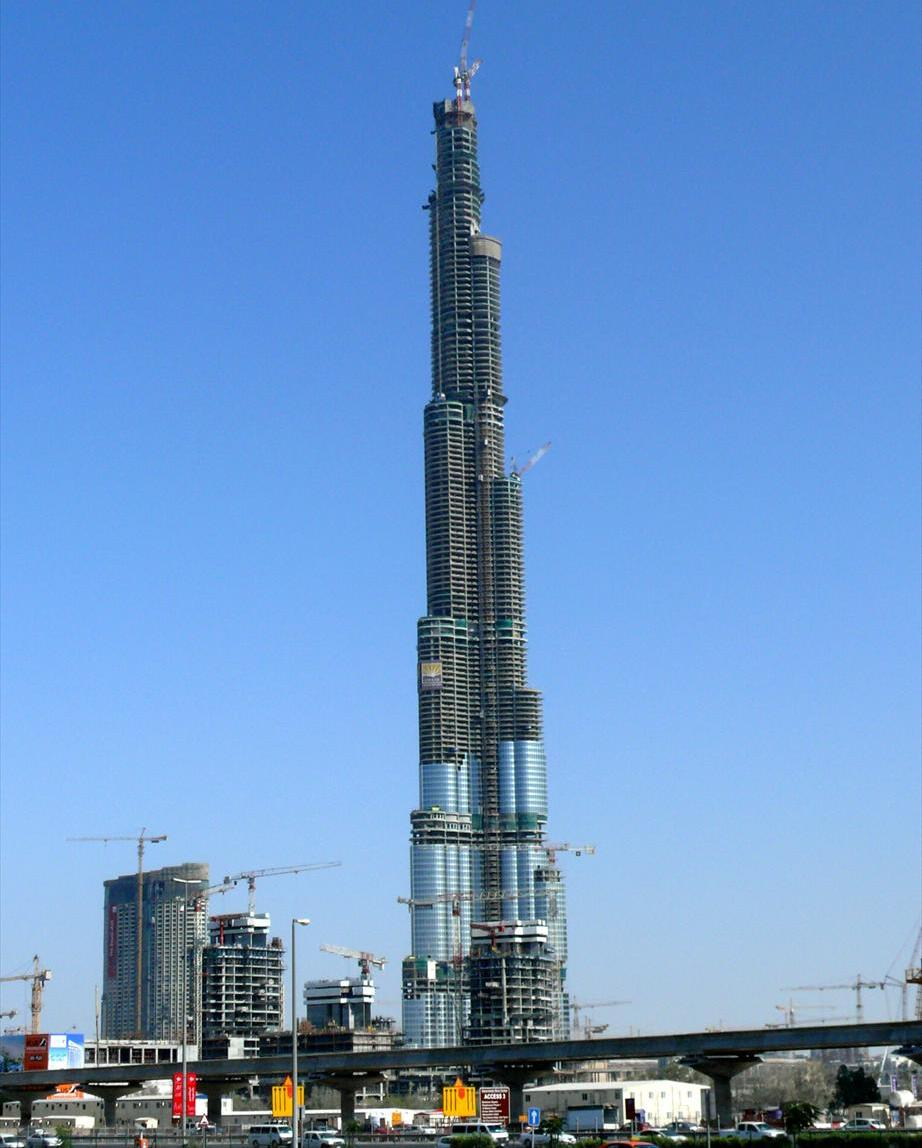
27 de Noviembre de 2007
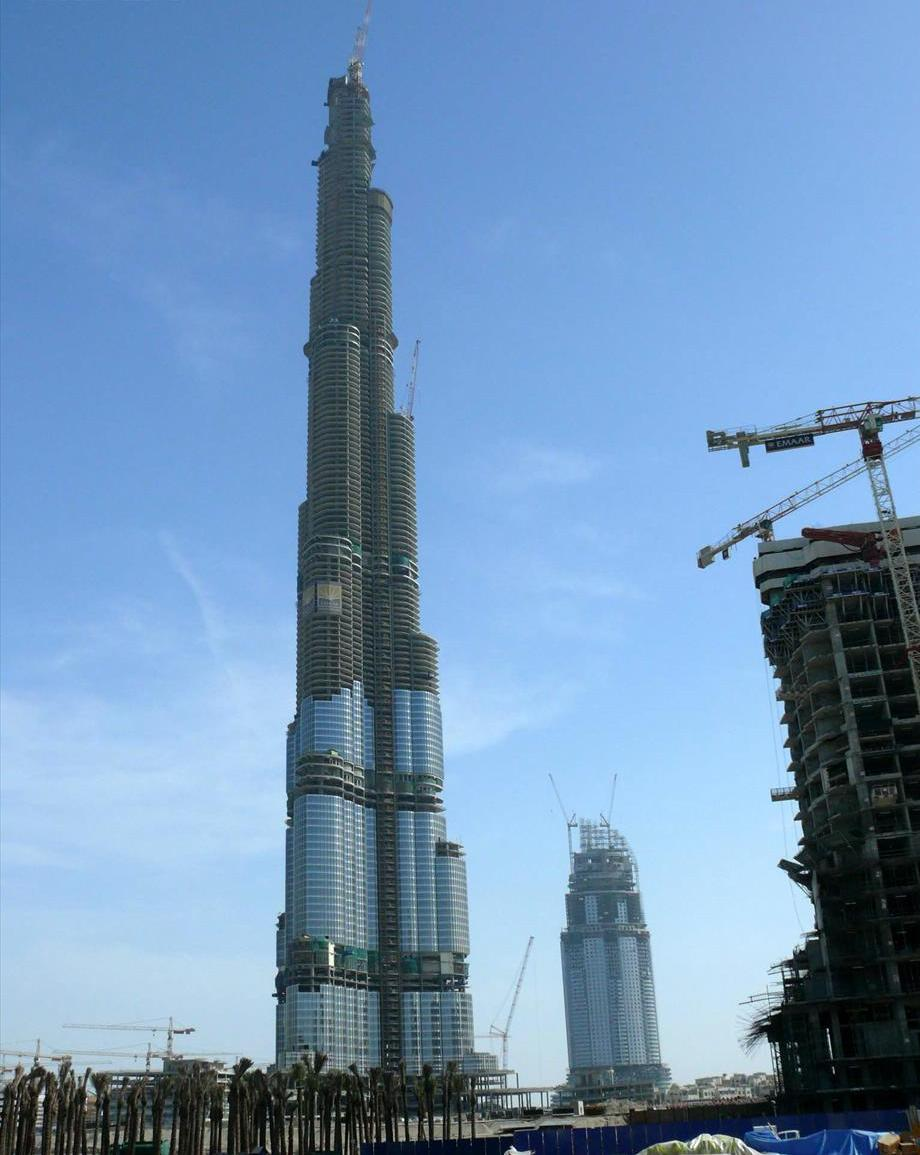
2 de Diciembre de 2007
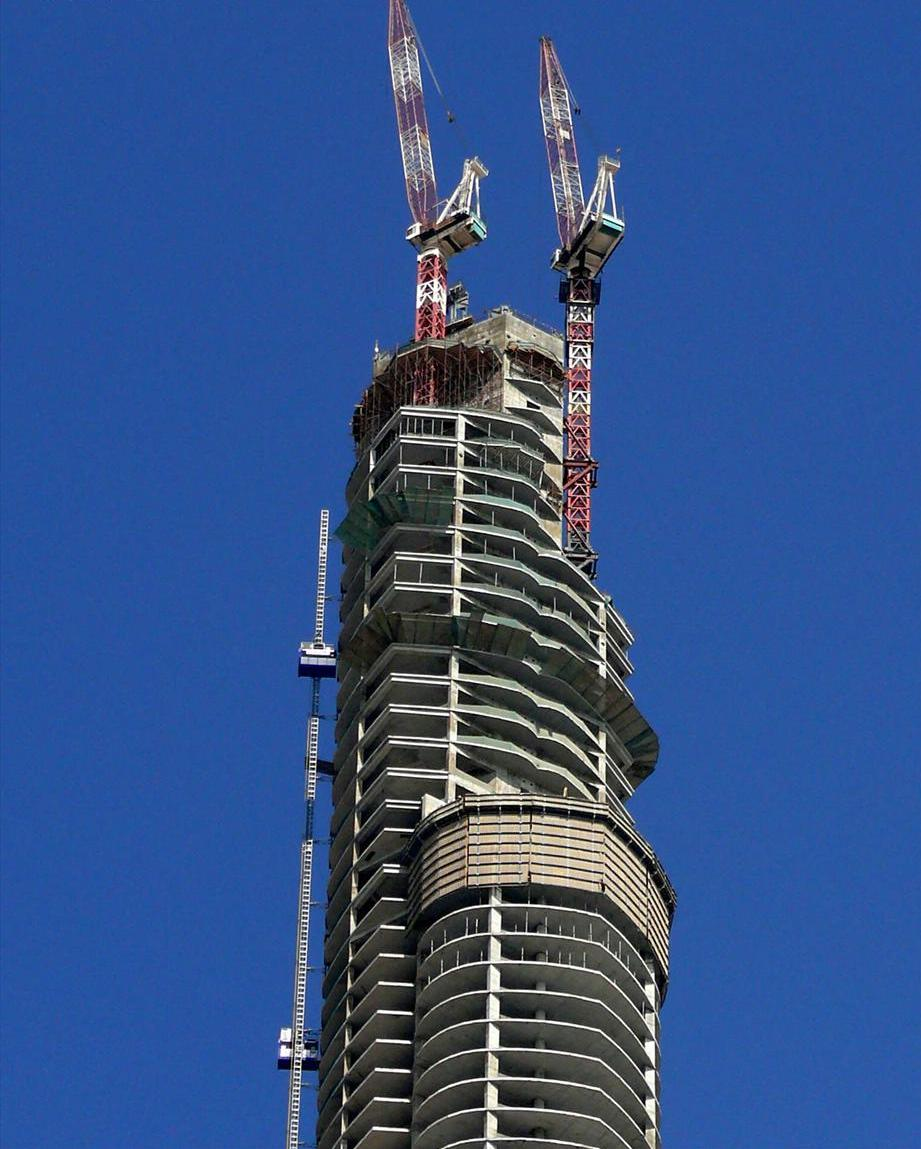
6 de Diciembre de 2007
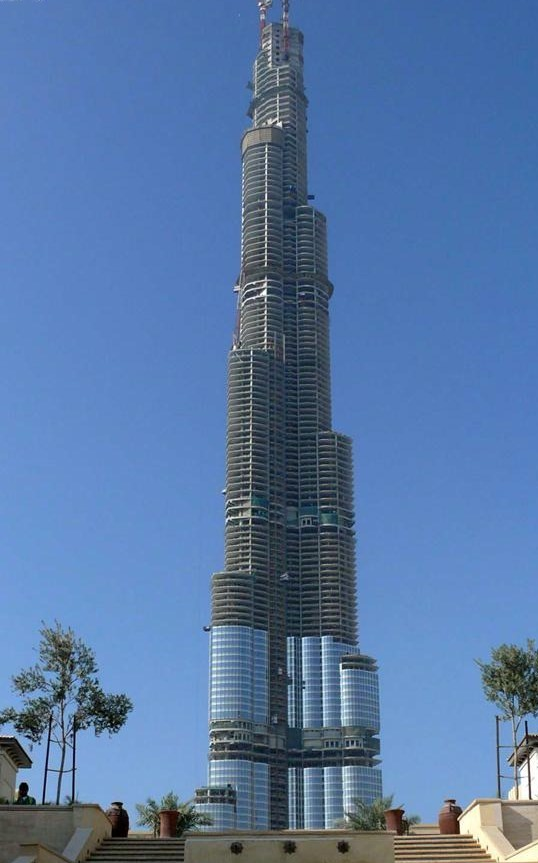
10 de Diciembre de 2007
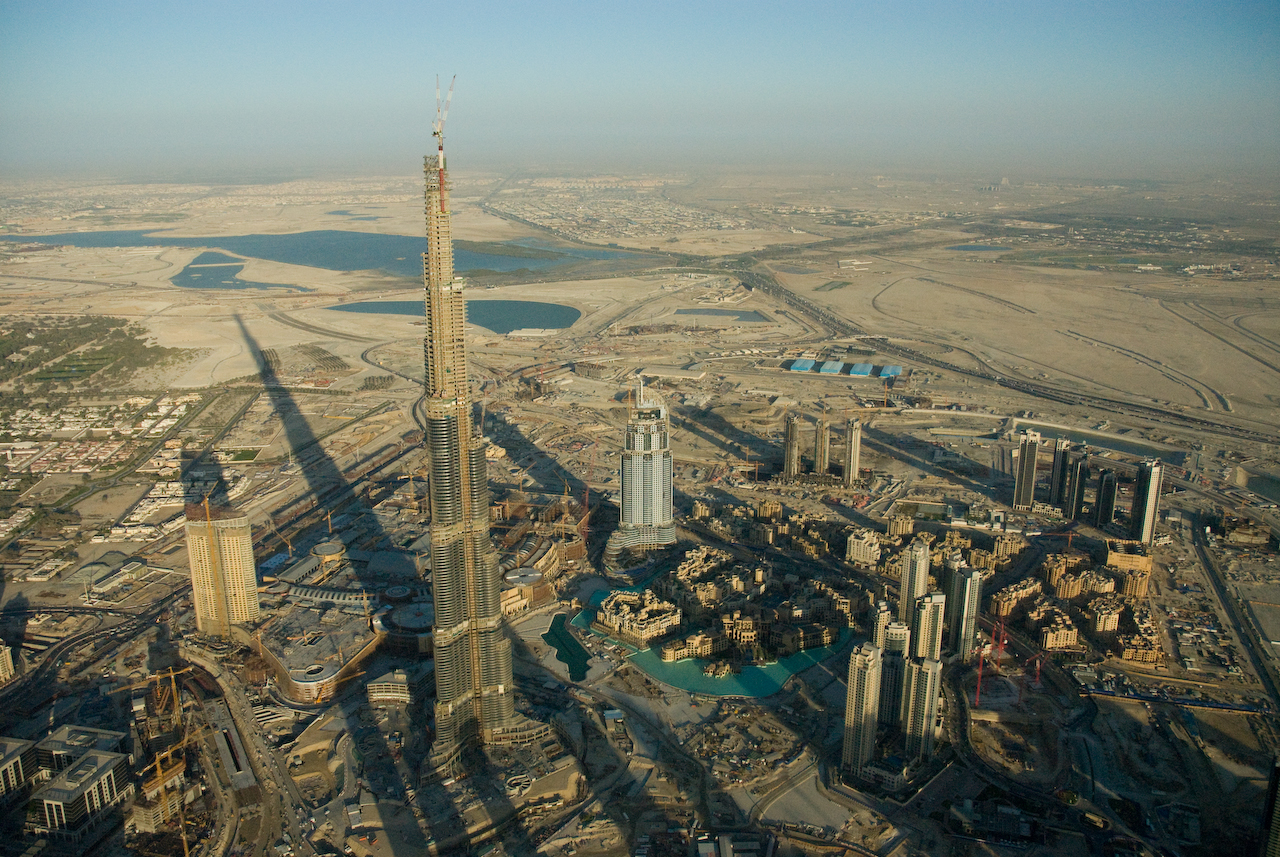
11 de Marzo de 2008
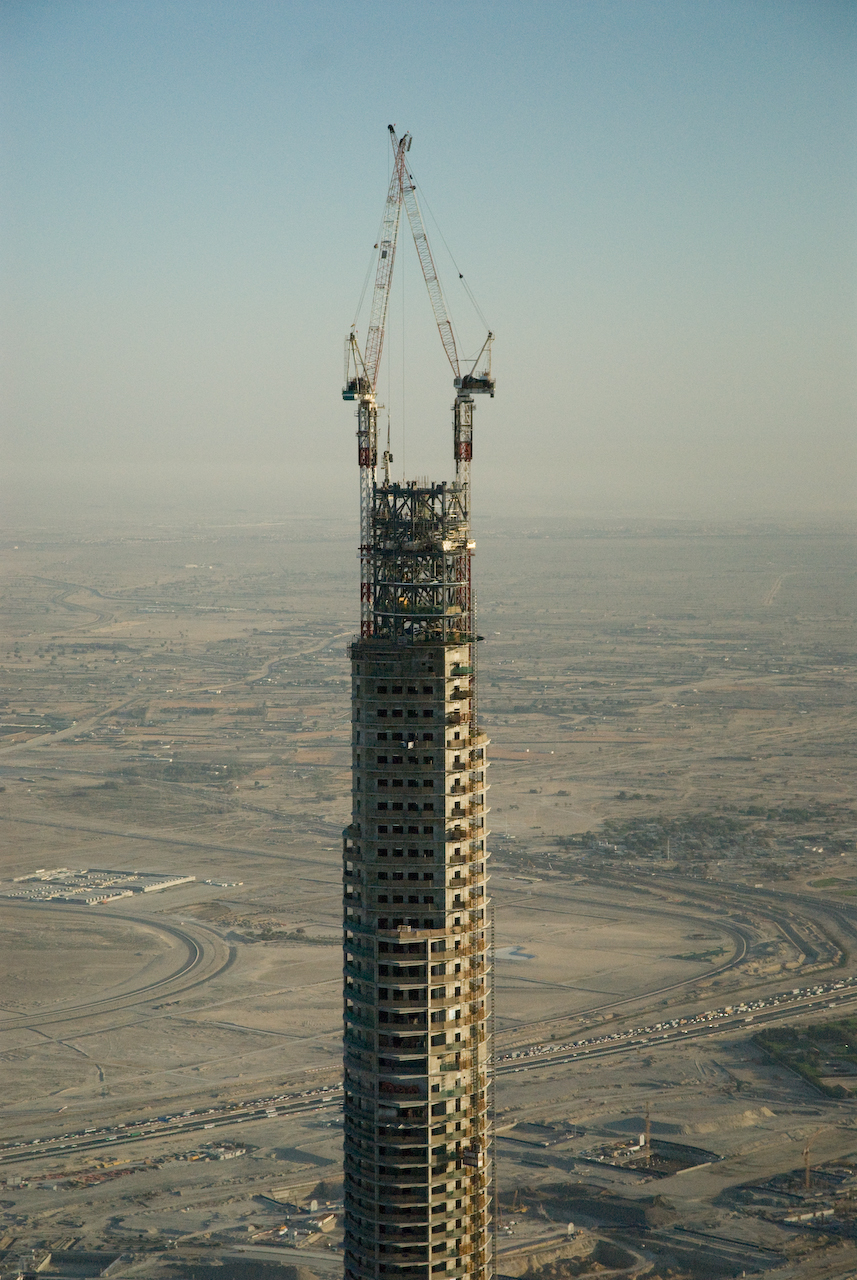
11 de Marzo de 2008
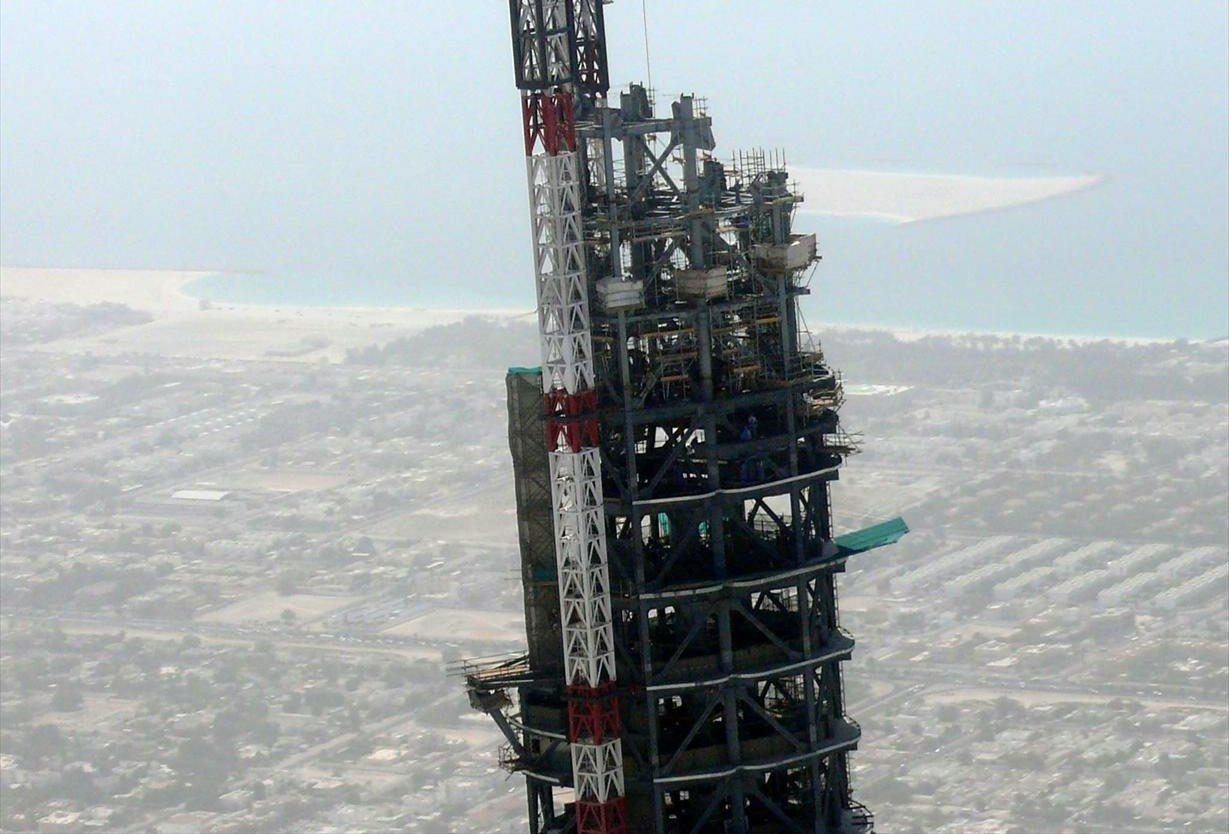
8 de Mayo de 2008
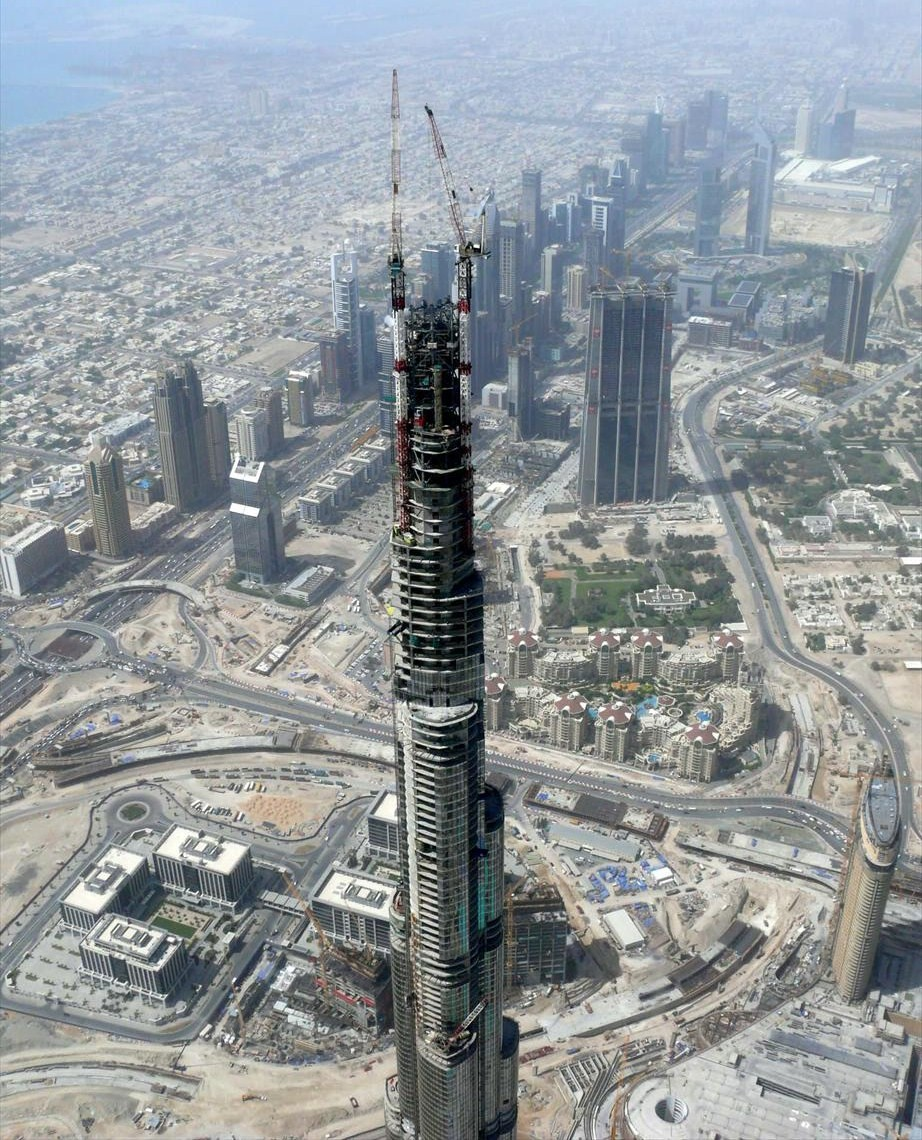
8 de Mayo de 2008
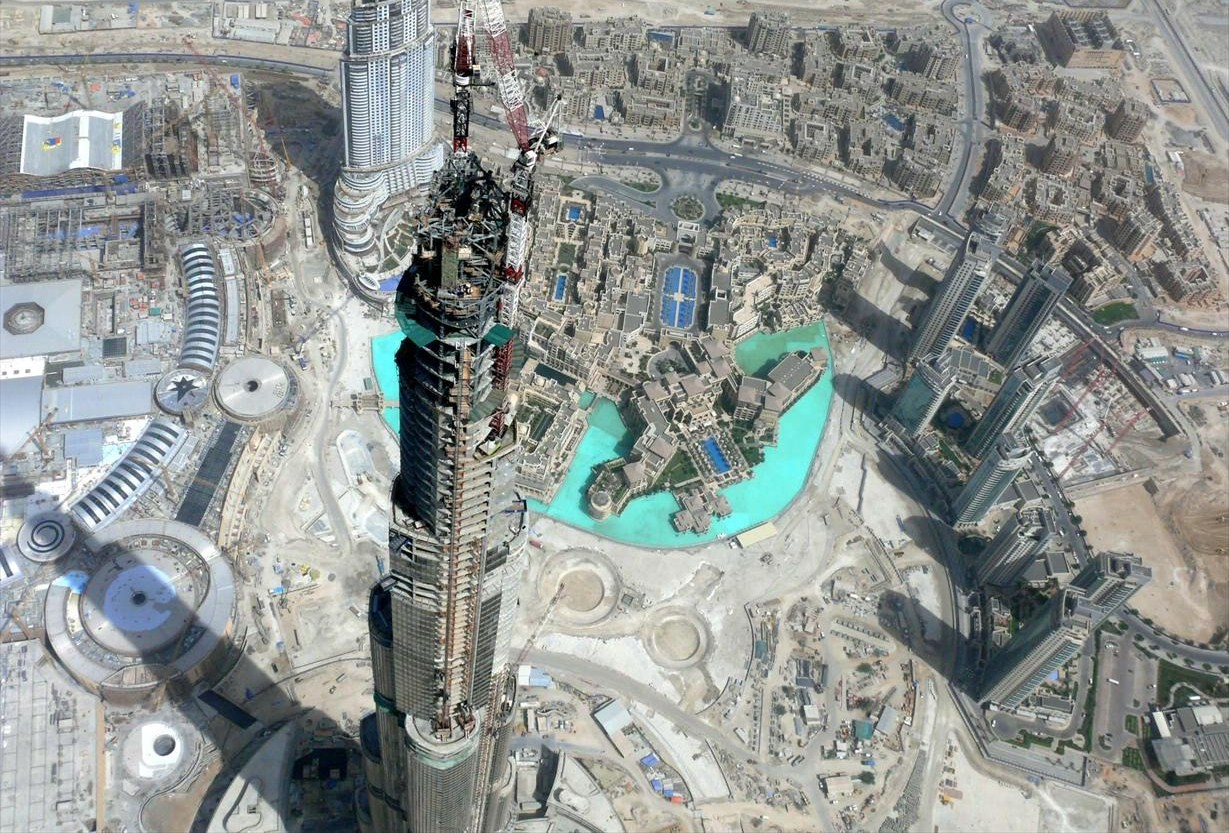
8 de Mayo de 2008
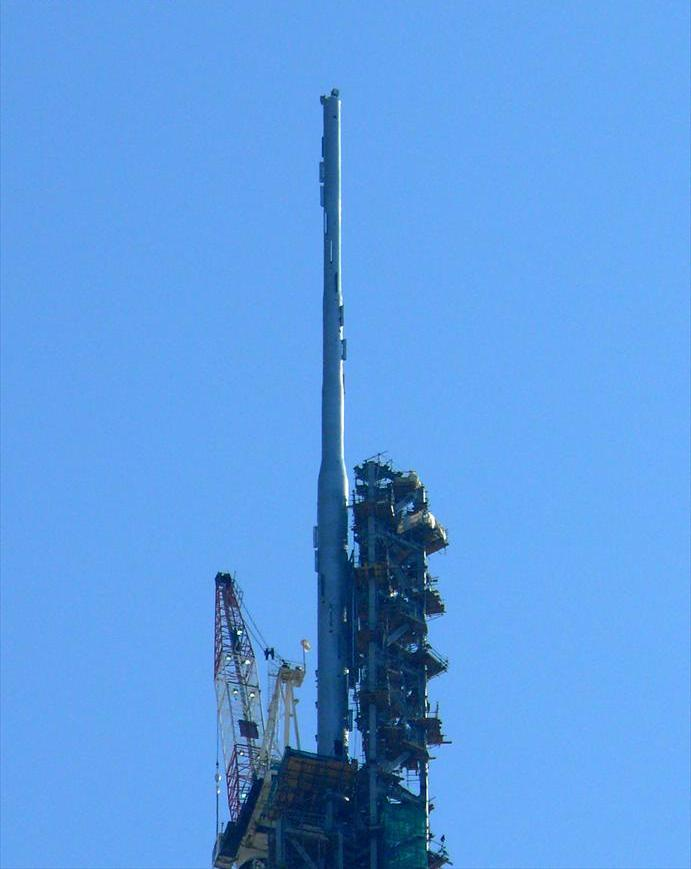
19 de Diciembre de 2008
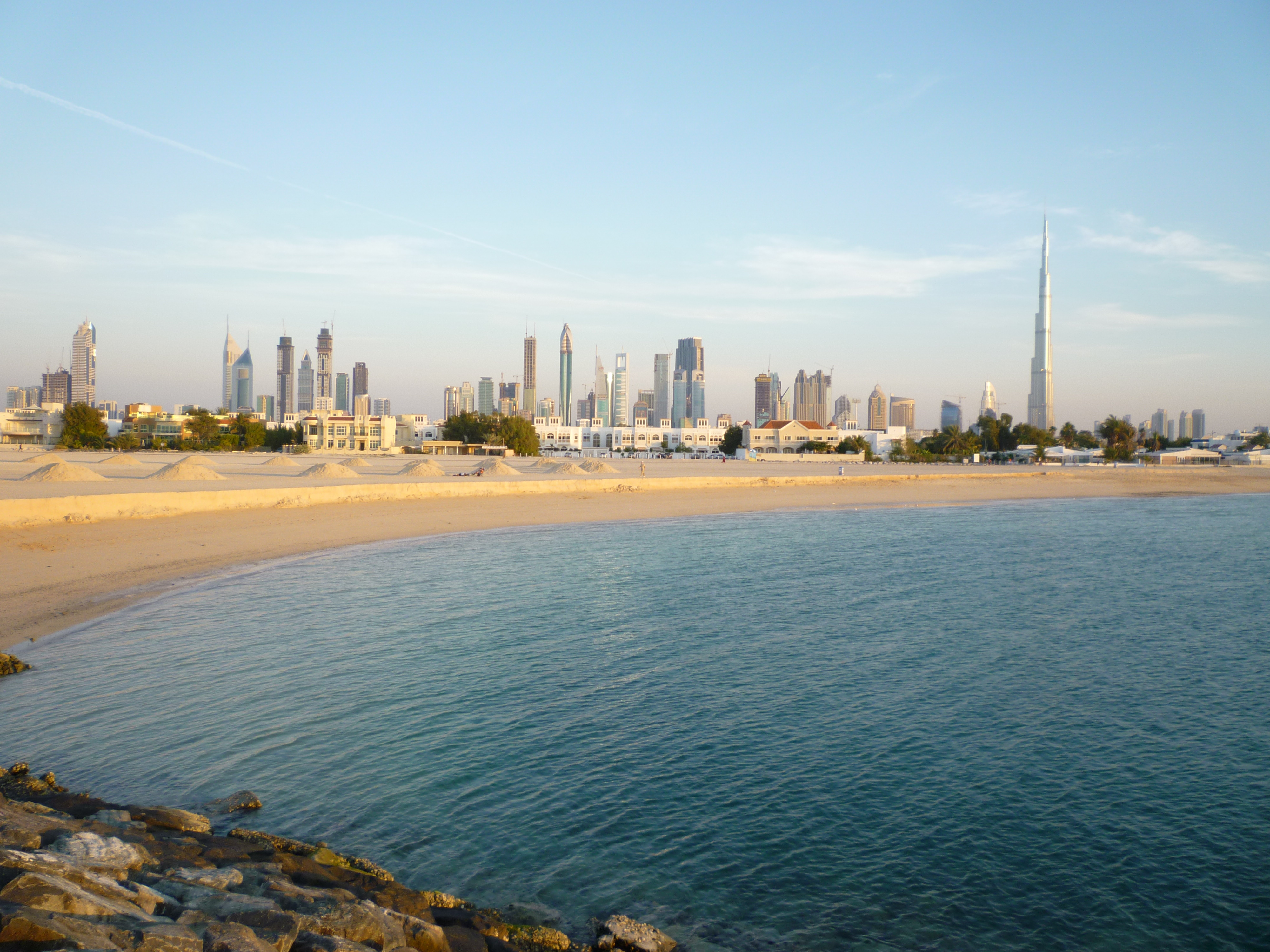
31 de Diciembre de 2009
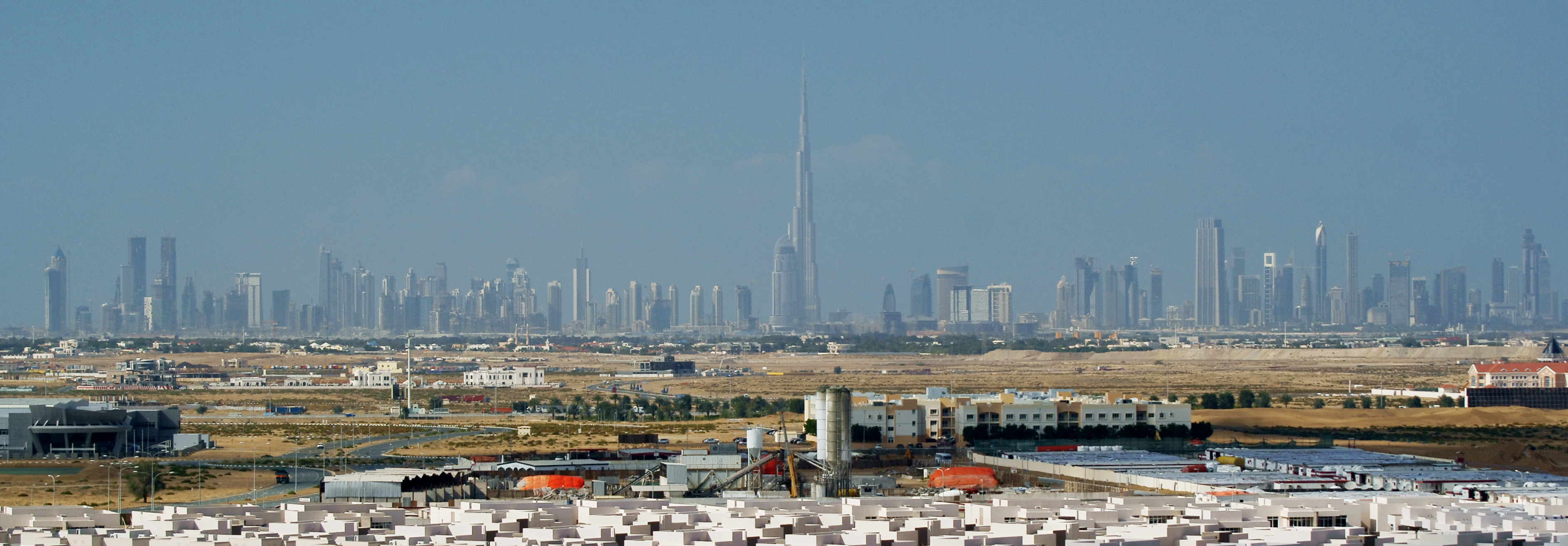
4 de Enero de 2010
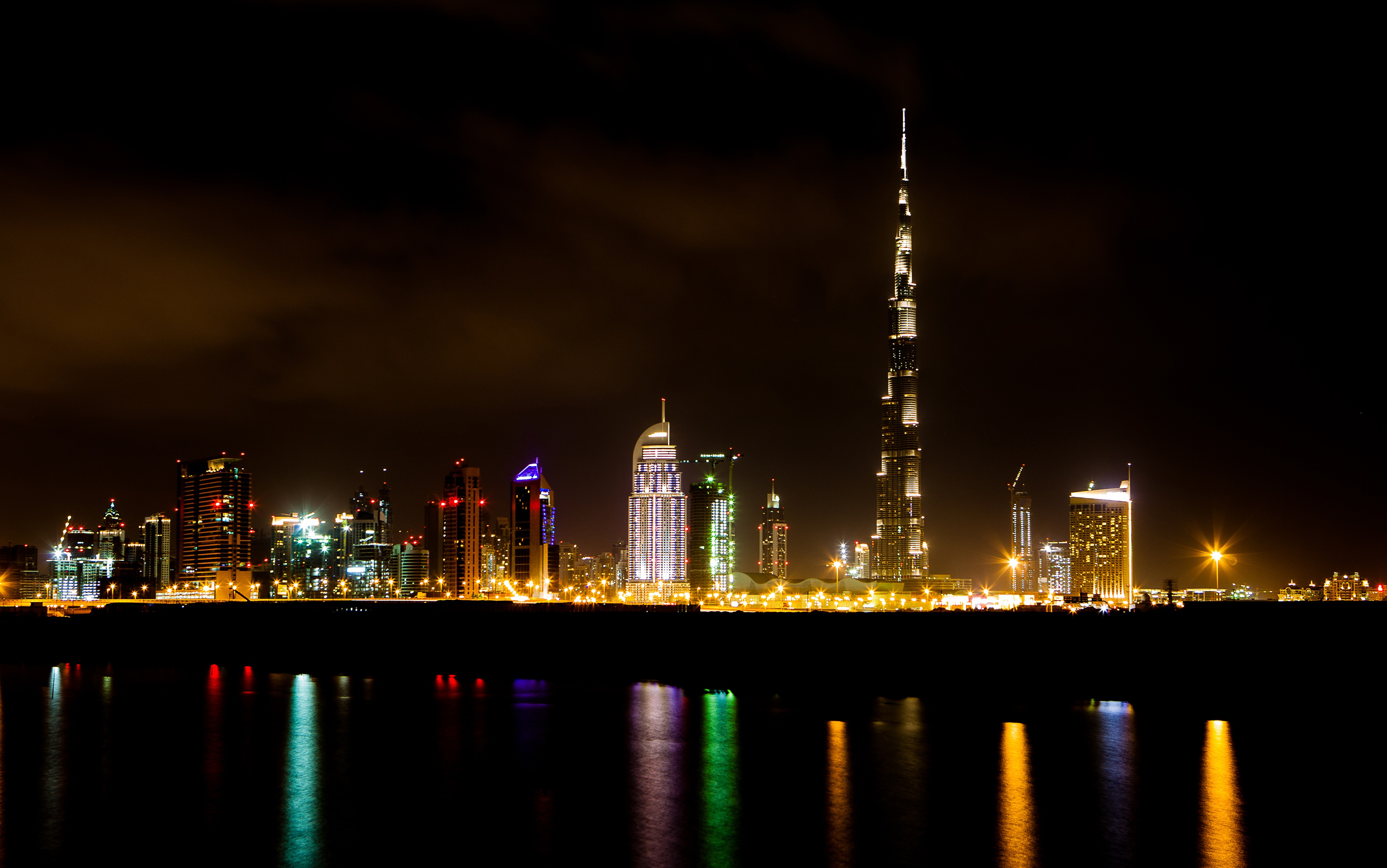
28 de Diciembre de 2011
3 de Julio de 2021
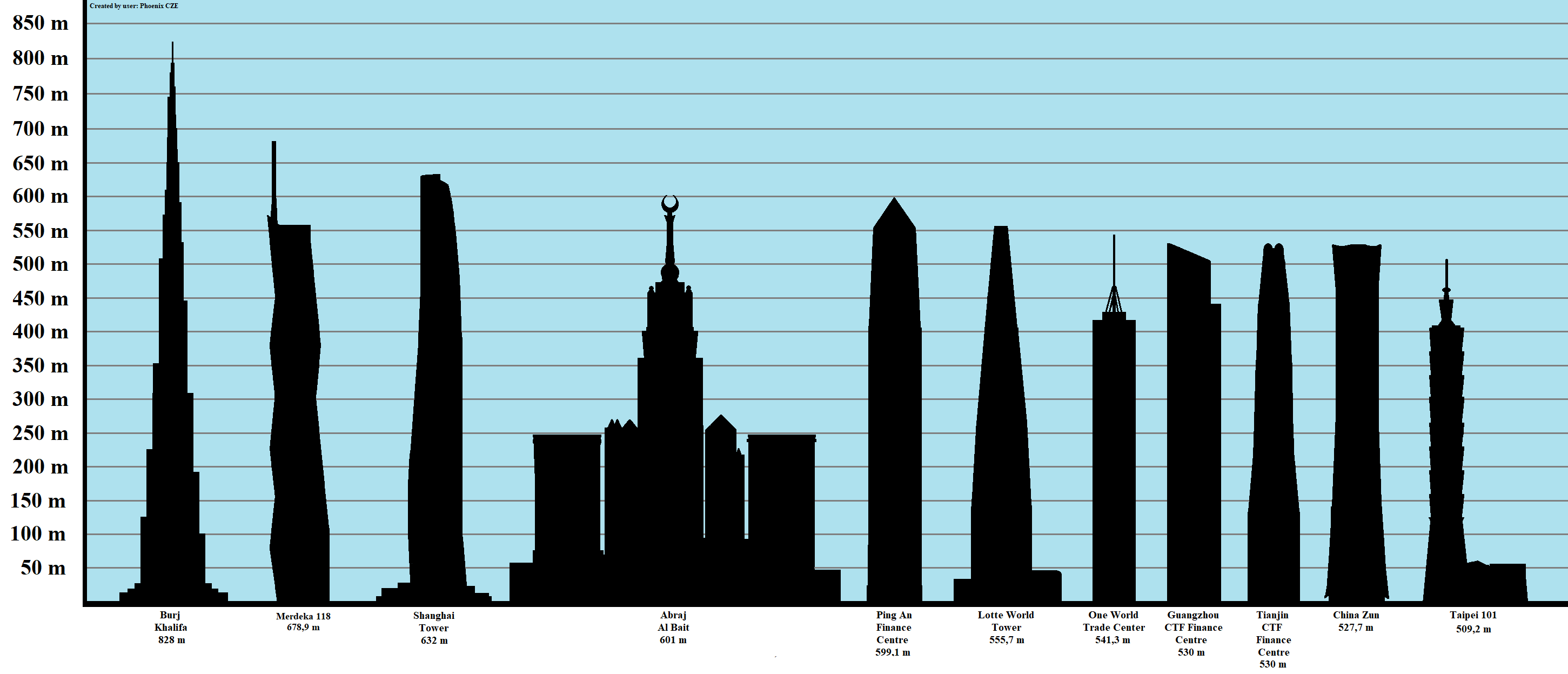
13 de Noviembre de 2022
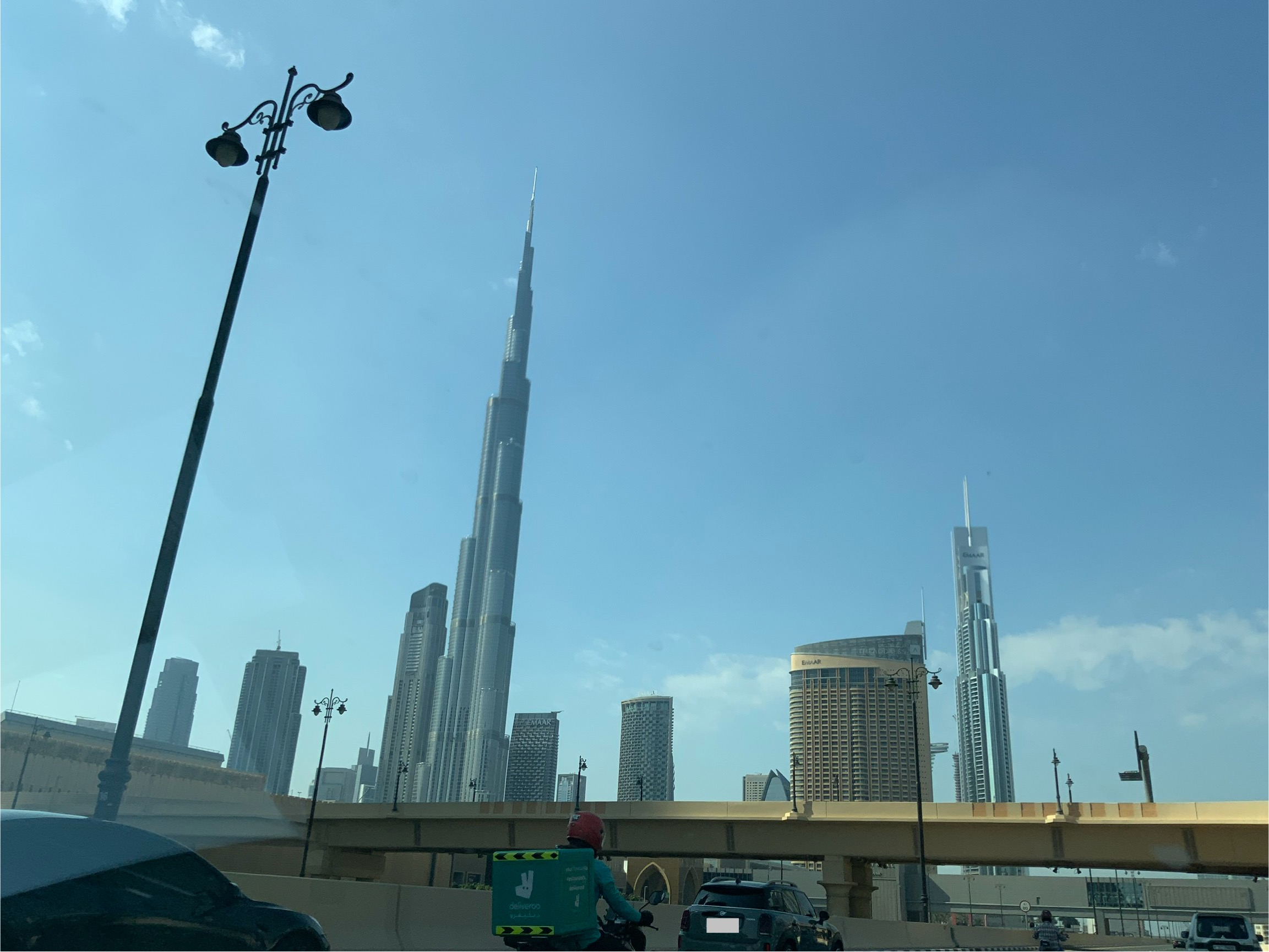
13 de Diciembre de 2022
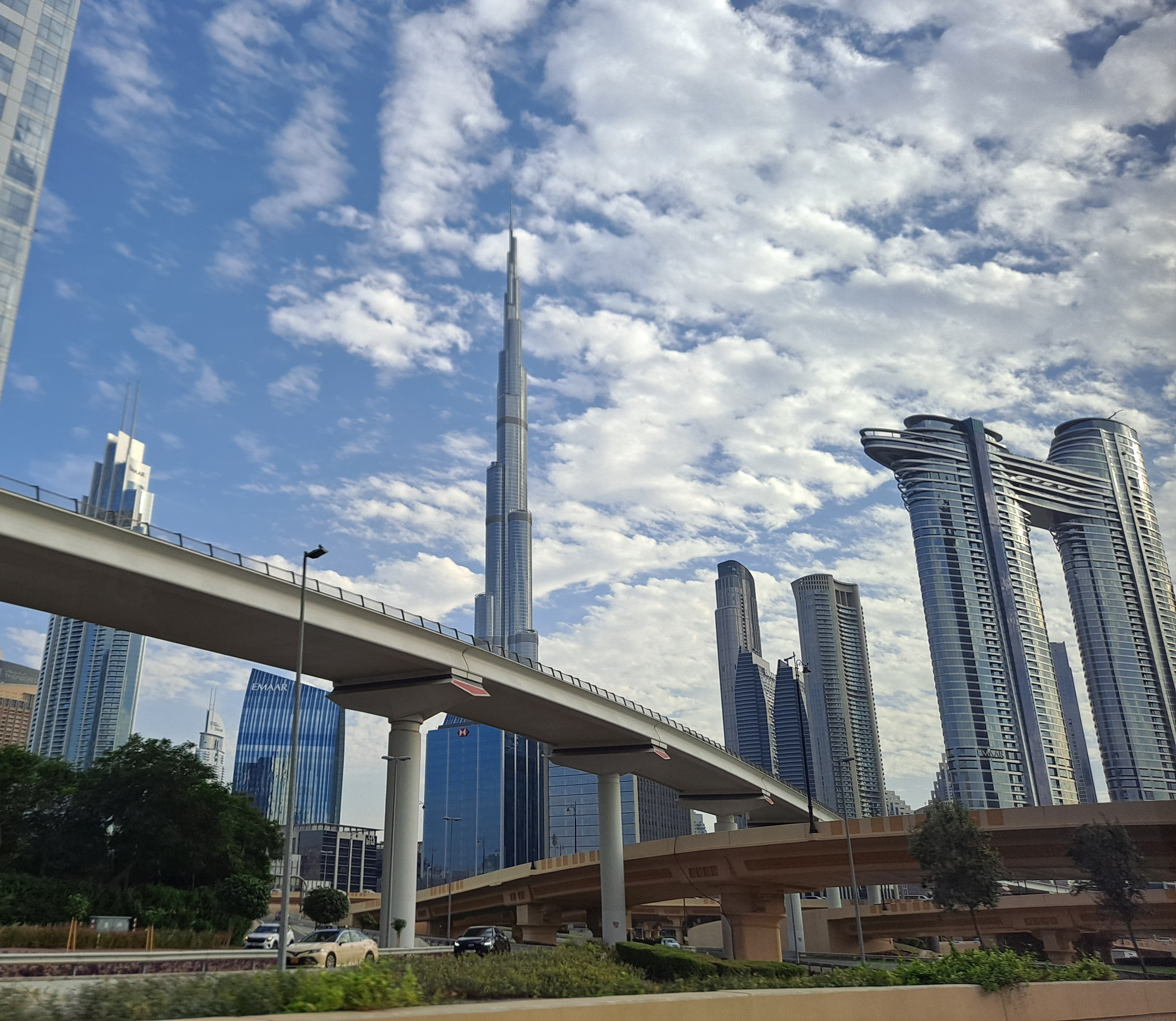
30 de Octubre de 2023
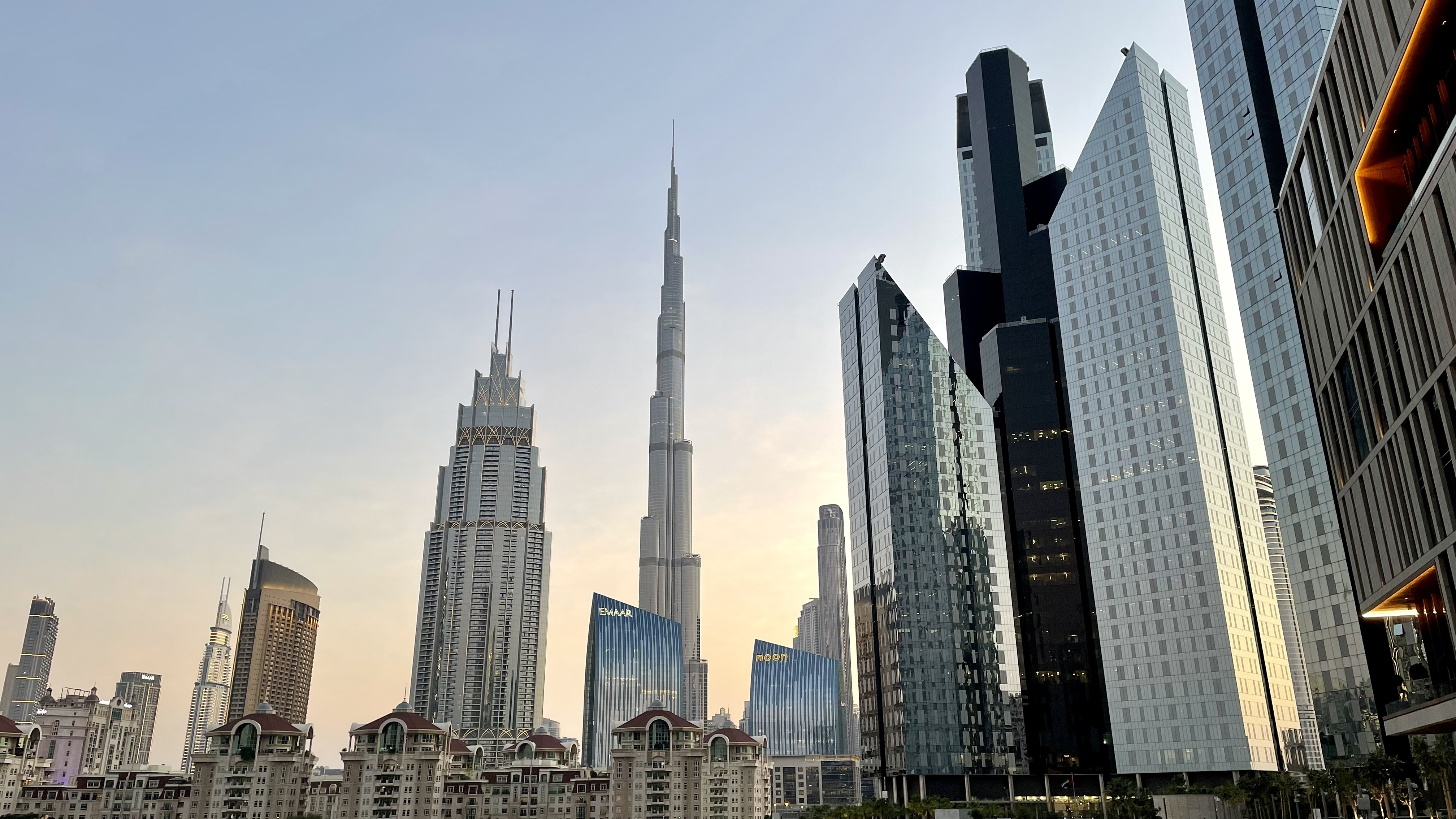
5 de Enero de 2024